# اثرها و پیامدهای خودرو بر جامعه

نقشه جهانی نرخ‌های موتورسازی ،(تعداد وسایل نقلیه جاده ای به ازای هر ۱۰۰۰ نفر)

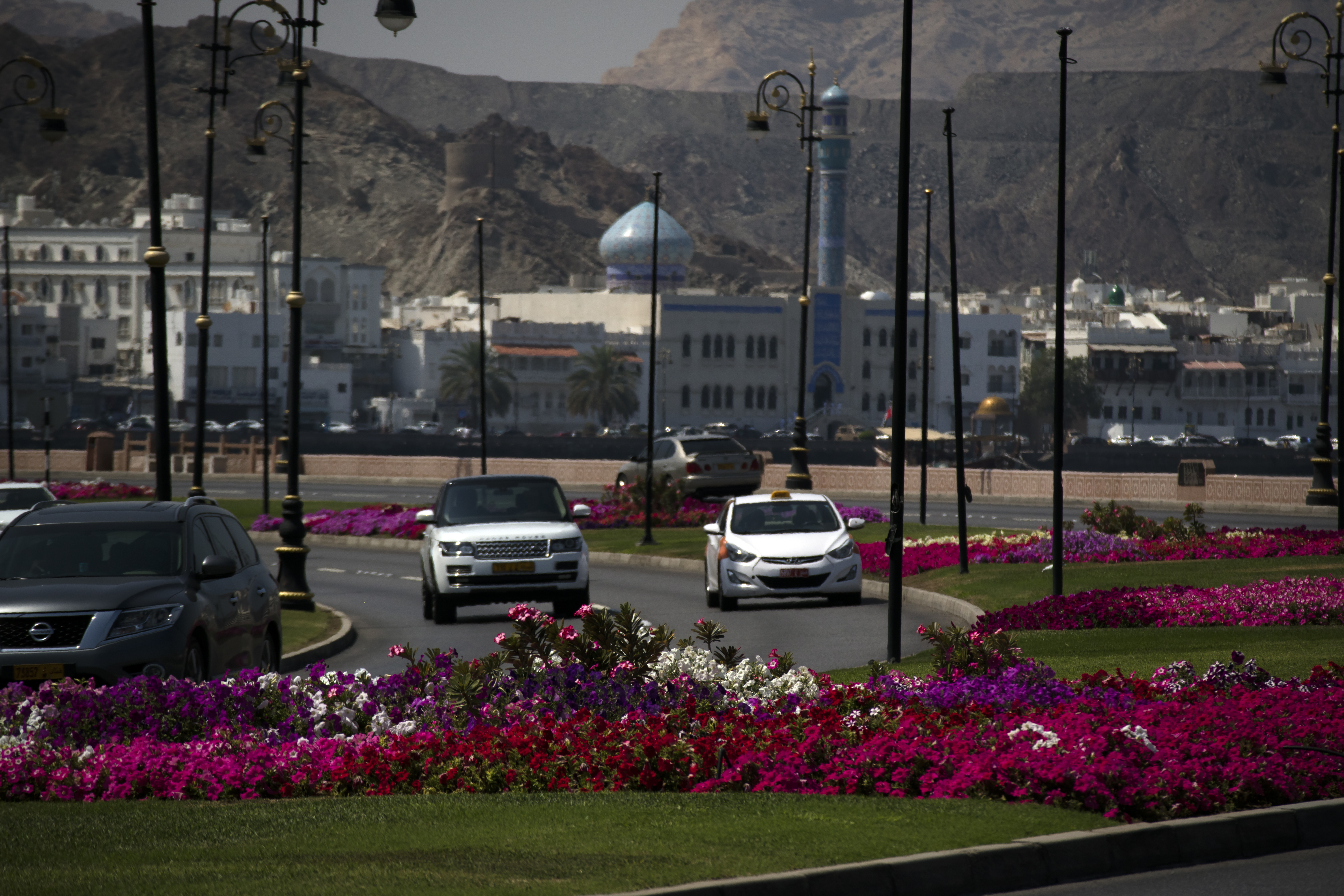
خودروها در یک خیابان مسقط، پایتخت عمان

از آغاز قرن بیستم میلادی، نقش خودروها بسیار مهم شده‌است. هرچند این نقش بحث‌برانگیز بوده‌ است. خودروها در سراسر جهان مورد استفاده قرار می‌گیرند و در بسیاری از کشورهای توسعه یافته به محبوب‌ترین روش حمل و نقل تبدیل شده‌اند. در کشورهای در حال توسعه، اثرها و پیامدهای خودرو بر جامعه ممکن است به اندازه زیادی قابل مشاهده نباشد اما با این وجود قابل توجه است. توسعه اتومبیل ساخته شده بر پایه بخش ترابری، نخست توسط راه‌آهن آغاز شد. این توسعه تغییرات گسترده‌ای را در الگوهای اشتغال، تعاملات اجتماعی، زیرساخت‌ها و توزیع کالاها ایجاد کرده‌است.
خودروها اثرهای مثبتی بر دسترسی به مکان‌های دورافتاده و افزایش میزان تحرک انسانی داشته‌اند. راحتی ارائه شده توسط خودروها به افراد امکان داده تا تعاملات اجتماعی و اقتصادی خود را از نظر جغرافیایی افزایش دهند. با این حال، تأثیرات منفی خودرو بر زندگی روزمره قابل چشم پوشی نیست. با اینکه معرفی خودروهای تولید انبوه شده نشان‌دهنده انقلابی در صنعت و راحتی بود، این انقلاب باعث ایجاد تقاضای شغلی و درآمد مالیاتی شده و نرخ‌های بالای موتوری نیز عواقب شدیدی را برای جامعه و محیط زیست به همراه داشته. پیامدهای منفی مدرن استفاده زیاد از خودرو شامل استفاده از سوخت‌های تجدید ناپذیر بیشتر، افزایش چشمگیر میزان مرگ و میر ناشی از تصادف، قطع ارتباط با جامعه محلی، کاهش رشد اقتصاد محلی، افزایش میزان چاقی و بیماری‌های قلبی عروقی، انتشار آلودگی هوایی و صوتی ، انتشار گازهای گلخانه‌ای، ایجاد پراکندگی شهری و ترافیک شهری، جداسازی عابران پیاده و سایر وسایل حمل و نقل فعال، کاهش شبکه ریلی، پوسیدگی شهری و هزینه بالا به ازای واحد فاصله‌ای که پارادایم خودرو بر آن استوار است، شده.

## تاریخچه

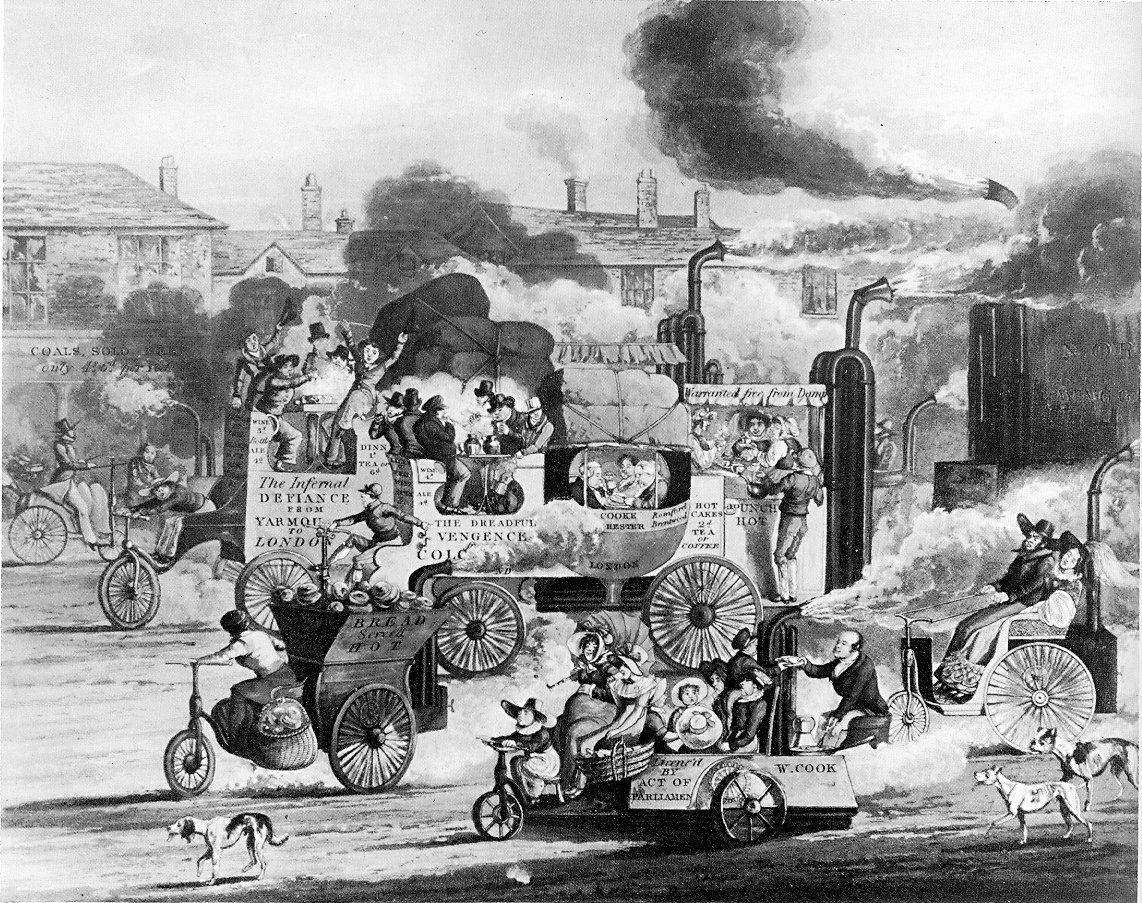
هشداری در ۱۸۳۱ میلادی در مورد خطرات جاده ای در آینده.

در اوایل قرن بیستم، خودروها وارد تولید انبوه شدند. ایالات متحده در سال ۱۹۰۷ میلادی، ۴۵۰۰۰ خودرو تولید کرد، اما ۲۸ سال بعد، در سال ۱۹۳۵ میلادی، این میزان تقریباً ۹۰ برابر شد و به ۳٬۹۷۱٬۰۰۰ رسید. افزایش تولید به نیروی کار جدید زیادی نیاز داشت. در سال ۱۹۱۳ میلادی، ۱۳۶۲۳ نفر برای شرکت فورد موتور کار می‌کردند و تا سال ۱۹۱۵ میلادی این تعداد به ۱۸۰۲۸ نفر افزایش یافت. برد دلونگ، نویسنده کتاب دهه پرشور بیست، خاطرنشان کرد که «بسیاری دیگر در خارج از کارخانه فورد صف کشیده‌اند تا شانسی برای کار در آنچه که به نظر می‌رسد (برای کسانی که به سرعت خط مونتاژ اهمیتی نمی‌دهند) یک کار بی‌نظیر با وجود داشتن ویژگی اتلاف کننده انرژی و زمان بوده داشته باشند». نیاز به کارگران در شرکت‌های بزرگ و با فناوری پیشرفته مانند فورد افزایش یافت و اشتغال نیز بسیار افزایش یافت.

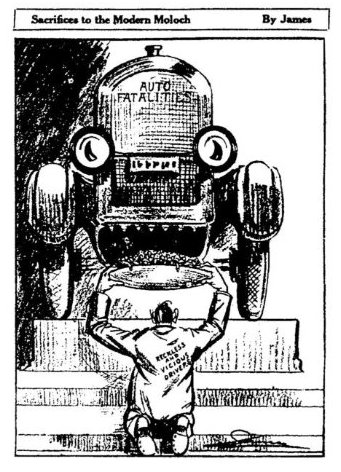
فداکاری برای مولوخ مدرن، کاریکاتوری که در ۱۹۲۲ میلادی در نیویورک تایمز منتشر شد. این کاریکاتور در انتقاد از پذیرش آشکار جامعه از افزایش تلفات ناشی از خودرو بود.

هنگامی که عصر موتور در کشورهای غربی در آغاز قرن بیستم فرا رسید، بسیاری از روشنفکران محافظه کار با افزایش وسایل نقلیه موتوری در جاده‌ها مخالفت کردند. این افزایش‌ها فضا را برای عابران پیاده حذف کرد، پیاده‌روی را خطرناک‌تر کرد و باعث افزایش شدید مرگ و میر عابران پیاده ناشی از برخورد خودرو شد.
دابلیو اس گیلبرت، لیبرتیست مشهور بریتانیایی، در ۳ ژوئن ۱۹۰۳ میلادی در تایمز در متنی طنز آمیر از پیشنهاد یک خبرنگار برای شلیک با اسلحه شاتگان به رانندگان متخلف تصدیق کرد.
ده سال بعد، آلفرد گادلی اعتراض مفصل تری به نام «اتوبوس موتوری» نوشت، شعری که به طرز زیرکانه‌ای درس گرامر لاتین را با بیان تنفر نسبت به شکل جدید حمل و نقل موتوری ترکیب کرد.

## دسترسی و راحتی

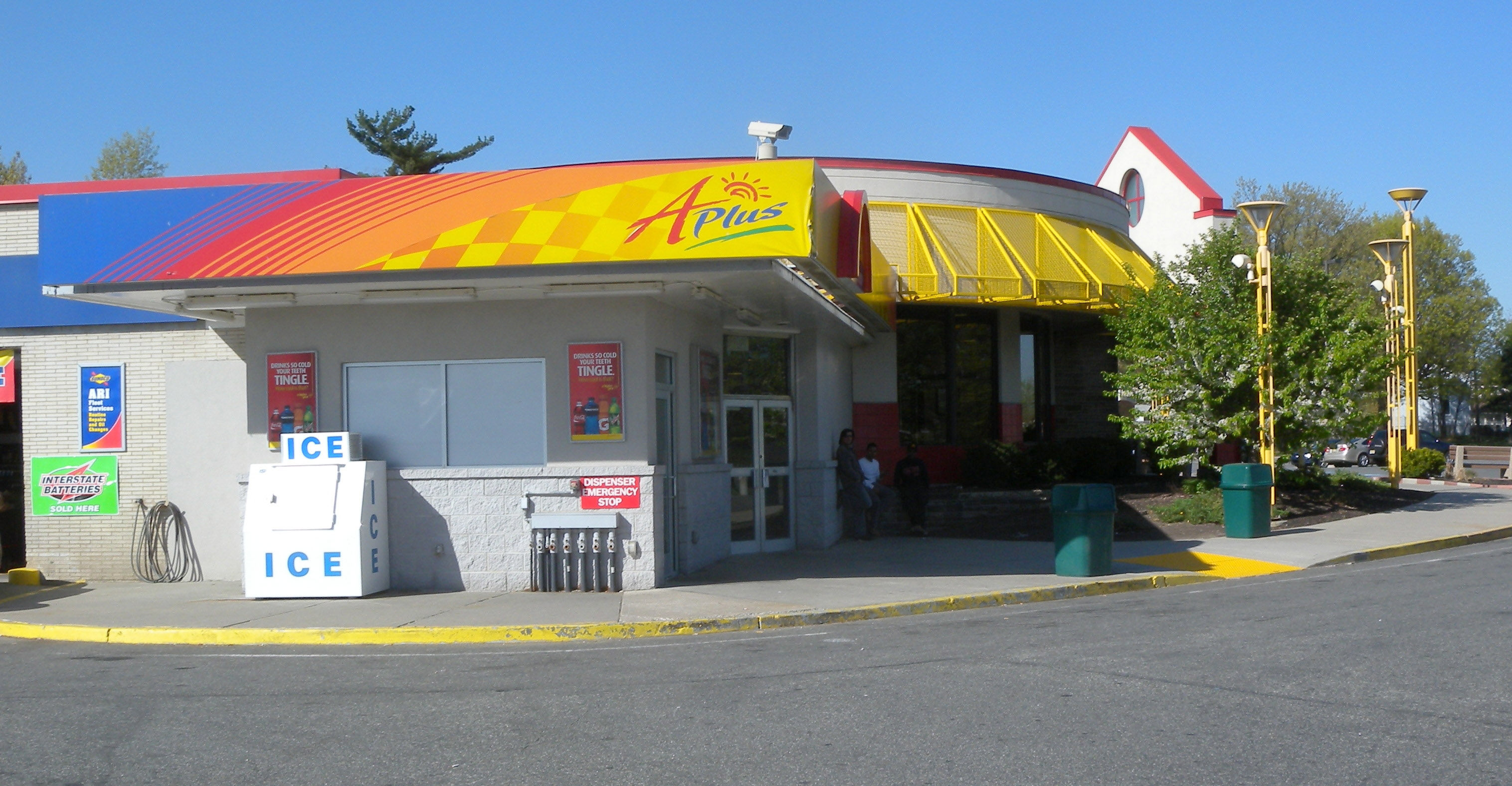
فروشگاه رفاه در یک منطقه استراحت بین جاده‌ای که به کاربران در نیوجرسی خدمات ارائه می‌دهد.

در سراسر جهان، خودرو امکان دسترسی آسان‌تر به مکان‌های دورافتاده را فراهم کرده‌است. با این حال، میانگین زمان سفر به مکان‌هایی که مرتباً بازدید می‌شوند در نتیجه استفاده گسترده از خودروها و گسترش شهری، و همچنین از کار انداختن سیستم‌های تراموا قدیمی‌تر، در شهرهای بزرگ افزایش یافته‌است. این افزایش میانگین زمانی به دلیل ازدحام ترافیک و افزایش فاصله بین خانه و محل کار ناشی از گسترش شهری است.
در ماداگاسکار، حدود ۳۰ درصد از جمعیت به جاده‌های قابل اطمینان همه‌جانبه در تمام فصول دسترسی ندارند و در چین، ۱۸۴ شهر و ۵۴۰۰۰ روستا هیچ جاده موتوری-خودرویی (یا اصلاً جاده‌ای) ندارند.
برخی از پیشرفت‌ها در خرده‌فروشی تا حدی به دلیل استفاده از خودرو است، مانند رشد سوپرمارکت، خرید سریع فست فود، و همچنین خرید خواربار فروشی از پمپ بنزین.

## تغییرات اقتصادی

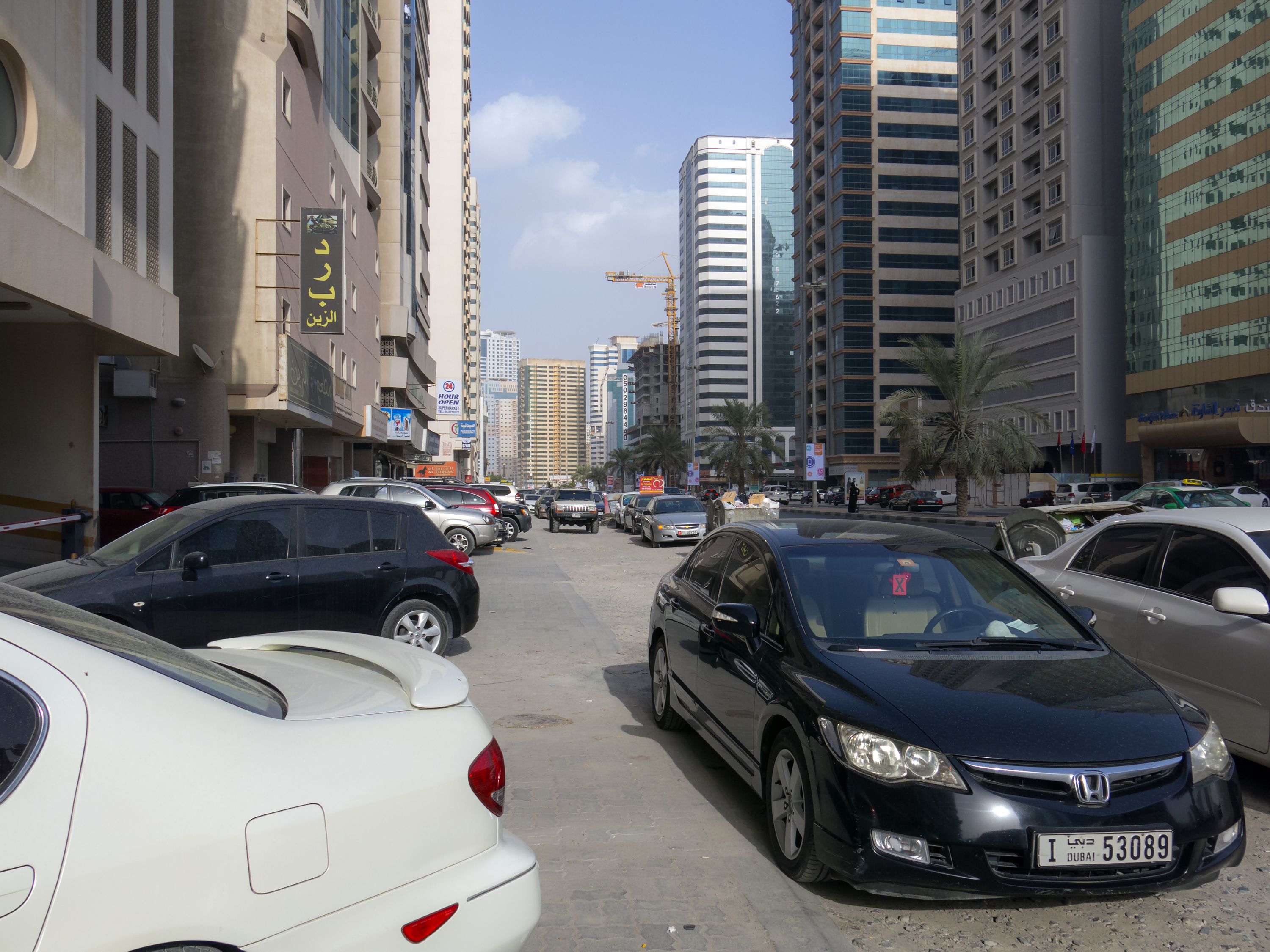
خودروهای پارک شده در حاشیه خیابان در شهر دبی

### عادات اشتغال و مصرف

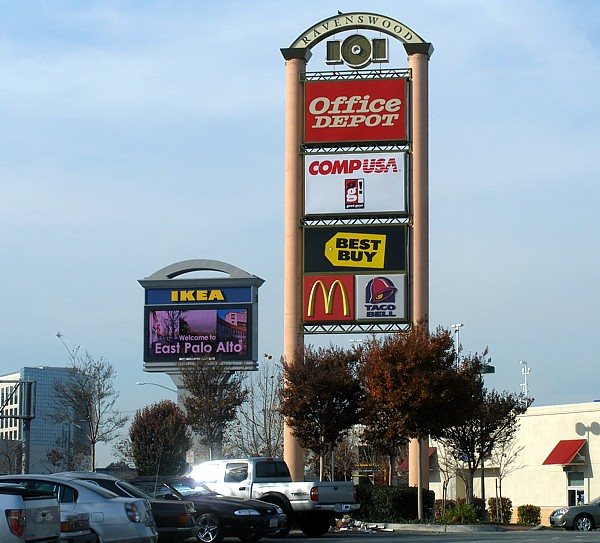
علائم مرتفع توجه رانندگان در آزادراه مجاور را به خود جلب می‌کند.

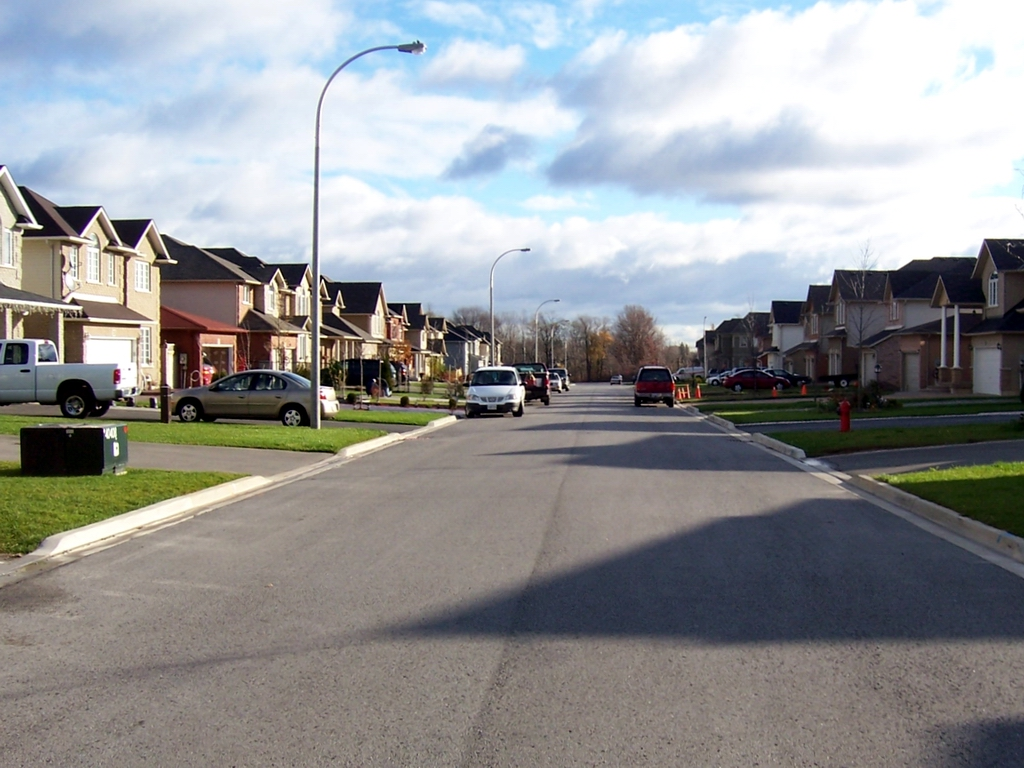
خیابانی بدون پیاده‌رو، جایی که عابر پیاده باید روی آسفالت جاده راه برود.

توسعه خودرو به تغییراتی در توزیع اشتغال، الگوهای خرید، تعاملات اجتماعی، اولویت‌های تولید و برنامه‌ریزی شهری کمک کرده‌است. استفاده روزافزون از خودرو نقش پیاده‌روی، اسب سواری و راه‌آهن را کاهش داده.
علاوه بر پول برای ساخت جاده، استفاده از خودرو نیز در بسیاری از نقاط از طریق قوانین منطقه‌بندی جدید تشویق شد که هر کسب‌وکار جدیدی را ملزم به ساخت مقدار مشخصی پارکینگ بر اساس اندازه و نوع تأسیسات می‌کرد. اثر این تغییرات ایجاد بسیاری از فضاهای پارکینگ رایگان و مکان‌های تجاری دورتر از جاده بود. در مجموع، این تغییرات منجر به ایجاد سکونت‌گاه‌های کمتر متراکم شد و سبک زندگی بدون ماشین را به‌طور فزاینده‌ای غیرجذاب کرد.
پارک‌های خرده‌فروشی درآمد را از خیابان‌های مرتفع و مراکز شهر جذب می‌کنند. بسیاری از مراکز خرید جدید و حومه‌ها پیاده‌رو نصب نکرده‌اند. این عدم ساخت و نصب پیاده‌رو دسترسی عابران پیاده به اماکن را خطرناک می‌کند. این امر باعث تشویق مردم به رانندگی، حتی برای سفرهای کوتاهی که ممکن است قابل پیاده‌روی باشد شد، در نتیجه، وابستگی به خودرو در ایالات متحده افزایش یافت و تقویت شد. در نتیجه این تغییر، فرصت‌های شغلی برای افرادی که ثروت کافی برای داشتن ماشین نداشتند و افرادی که به دلیل سن یا ناتوانی جسمی نمی‌توانستند رانندگی کنند، به شدت محدود شد.

### رشد اقتصادی

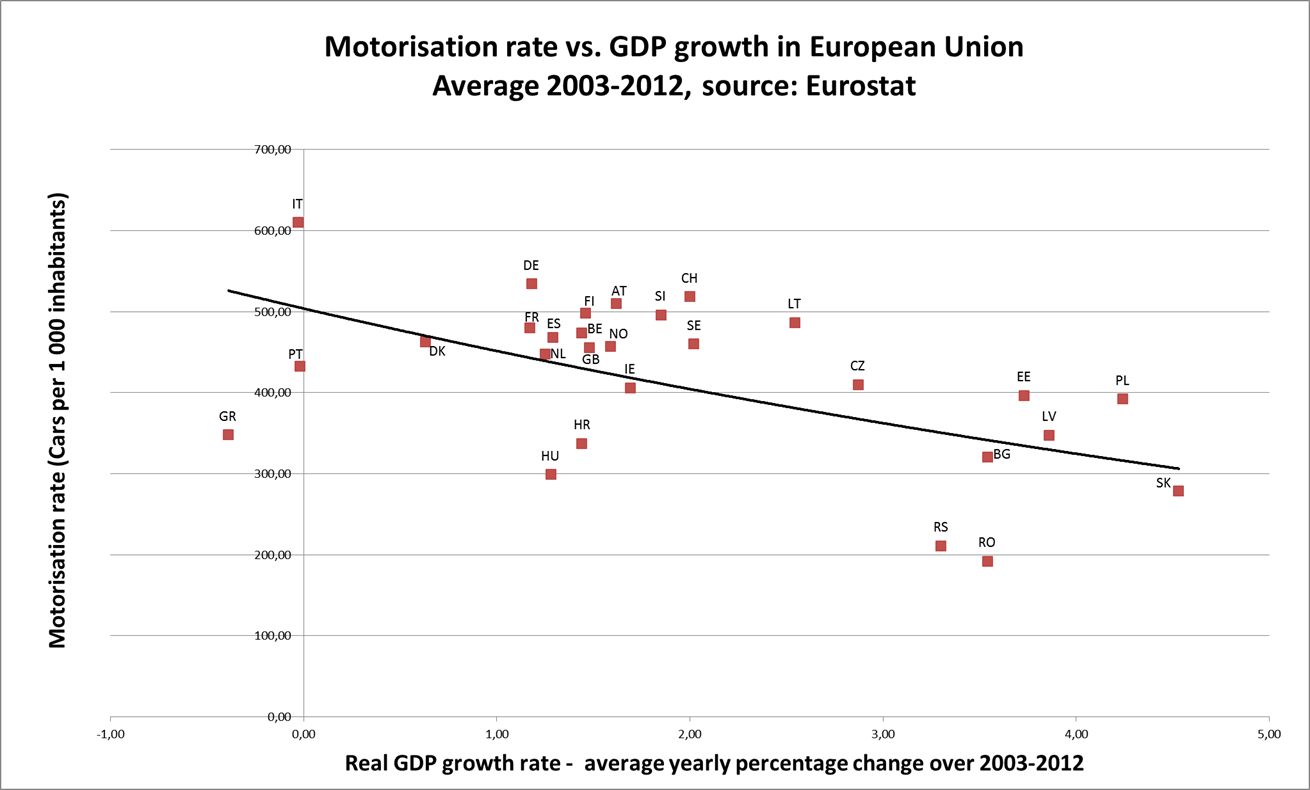
نرخ موتورسازی در مقابل رشد اقتصادی در کشورهای اروپایی که جمعیت آنها بیش از ۱ میلیون نفر است. منبع: اداره آمار اروپا

در کشورهای دارای خودروسازان بزرگ، مانند ایالات متحده آمریکا یا آلمان، درجه خاصی از وابستگی به خودرو ممکن است برای اقتصاد در سطح کلان اقتصادی مثبت باشد، از آنجایی که اقتصاد کلان به تولید خودرو نیاز دارد، تقاضای شغل و درآمد مالیاتی نیز افزایش می‌یابد. این شرایط اقتصادی به ویژه در طول دهه ۱۹۲۰ میلادی معتبر بود، زمانی که تعداد خودروها در سراسر جهان به‌طور میانگین سالانه افزایش یافت، این افزایش همچنین در طول توسعه اقتصادی پس از جنگ جهانی دوم نیز رخ داد. علیرغم تأثیرات فزاینده خودرو بر اقتصاد برخی از کشورها، چندین کشور دیگر وابسته به خودرو و محروم از صنعت خودرو و منابع نفتی، ناگزیر به تخصیص دارایی‌های اقتصادی قابل توجهی برای برآورده ساختن سیاست‌های تحرک و حمل نقلی خود شدند که بر تراز تجاری آنها نیز تأثیر گذاشت. این وضعیت به‌طور گسترده در اکثر کشورهای اروپایی معتبر است، زیرا، بدون در نظر گرفتن برخی استثناهای معدود مانند نروژ، اروپا تا حد زیادی به واردات سوخت‌های فسیلی خود وابسته است. علاوه بر این، تنها تعداد کمی از کشورهای اروپایی، مانند آلمان یا فرانسه، تولیدکنندگان خودرو به اندازه کافی مولد دارند تا بتوانند تقاضای داخلی کشورشان را برای خودرو برآورده کنند. همه این عوامل مربوط به نرخ بالای موتورسواری بر رشد اقتصادی اکثر کشورهای اروپایی تأثیر گذاشته.

### اشتغال در صنعت خودرو
تا سال ۲۰۰۹ میلادی، صنعت ساخت وسایل نقلیه موتوری ایالات متحده ۸۸۰۰۰۰ کارگر یا تقریباً ۶٫۵٪ از نیروی کار تولیدی ایالات متحده را استخدام می‌کرد.

## ترافیک
دوچرخه‌سواری در نیمه اول قرن بیستم به‌طور پیوسته در اروپا اهمیت بیشتری پیدا کرد، اما بین سال‌های ۱۹۰۰ میلادی و ۱۹۱۰ میلادی در ایالات متحده به‌طور چشمگیری کاهش یافت. اتومبیل به وسیله غالب حمل و نقل تبدیل شد. در طول دهه ۱۹۲۰ میلادی، دوچرخه‌ها به تدریج به عنوان اسباب بازی کودکان در نظر گرفته شدند و تا سال ۱۹۴۰ میلادی، اکثر دوچرخه‌ها در ایالات متحده برای کودکان ساخته شدند. از اوایل قرن بیستم تا پس از جنگ جهانی دوم، دوچرخه «رودستر» بیشترین تعداد دوچرخه‌های بزرگسالی را تشکیل می‌داد که در بریتانیا و بسیاری از مناطق امپراتوری بریتانیا فروخته می‌شد. برای سال‌ها پس از ظهور موتورسیکلت و اتومبیل، دوچرخه‌ها به عنوان وسیله اصلی حمل‌ونقل بزرگسالان باقی ماندند.

### پس از جنگ

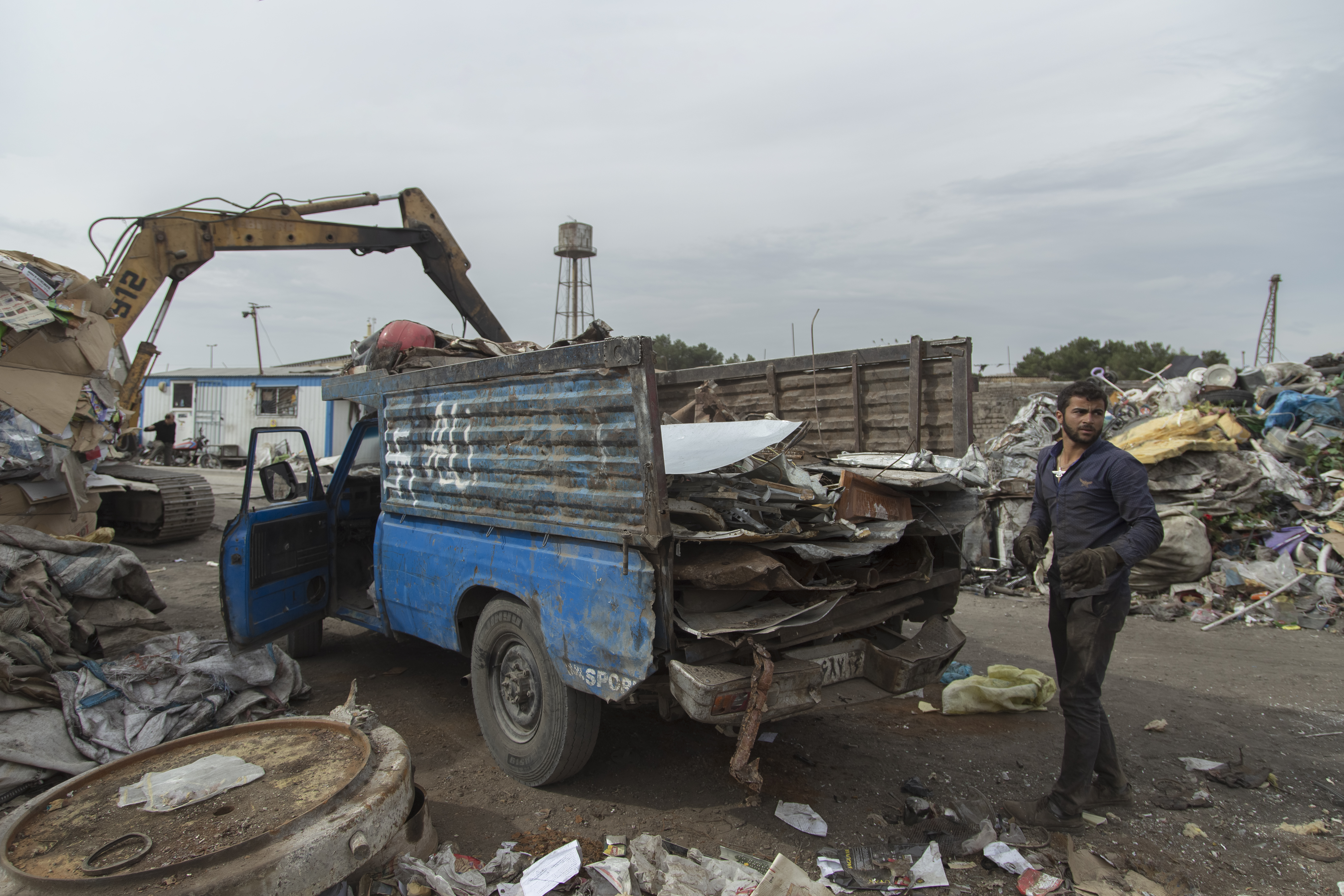
یک خودرو نیسان حمل زباله در ایران

در چندین کشور - اعم از پردرآمد و کم درآمد - دوچرخه‌ها موقعیت خود را حفظ کرده یا دوباره به دست آورده‌اند. در دانمارک، سیاست‌های دوچرخه‌سواری به‌عنوان پیامد مستقیم بحران نفتی سال ۱۹۷۳ میلادی اتخاذ شد، در حالی که حمایت از دوچرخه در هلند به‌طور جدی با کمپینی علیه مرگ‌ومیرهای ناشی از رانندگی به نام «کودک‌کشی را متوقف کنید» آغاز شد. امروزه هر دو کشور سهم بالایی از دوچرخه سواری را دارا هستند و در عین حال، دارای نرخ بالای مالکیت خودرو نیز می‌باشند.

## تغییرات فرهنگی

### تقسیم مودال
تا قبل از ظهور اتومبیل‌ها، اسب‌ها، پیاده‌رویی و (از قرن نوزدهم) تراموا عمده‌ترین روش‌های حمل‌ونقل در شهرها خصوصا در ایالات متحده و اروپا بودند. اسب‌ها نیاز به مراقبت زیادی دارند و بنابراین در اماکن عمومی که معمولاً دور از محل سکونت بودند نگهداری می‌شدند. ثروتمندان می‌توانستند اسب‌ها را برای استفاده شخصی نگهداری کنند، از این رو اصطلاح تجارت کالسکه به حمایت نخبگان اشاره می‌کرد. کود اسب رها شده در خیابان‌ها نیز مشکل بهداشتی ایجاد کرد.

### فاصله
موتورسیکلت سفرهای معمولی در مسافت‌های متوسط و میانی را راحت‌تر و مقرون به صرفه‌تر کرد و پس از جنگ جهانی اول، خودروها نیز به‌ویژه در مناطق بدون راه‌آهن تبدیل به وسیله ای مقرون به صرفه شدند. از آنجایی که ماشین‌ها نیازی به استراحت نداشتند، سریع‌تر از وسایل نقلیه اسب‌کش بودند و به زودی هزینه کل مالکیت کمتری داشتند، افراد بیشتری به‌طور معمول می‌توانستند دورتر از زمان‌های گذشته سفر کنند. ساخت بزرگراه‌ها در دهه ۱۹۵۰ میلادی این امر را ادامه داد. برخی از کارشناسان معتقدند که بسیاری از این تغییرات در دوران طلایی اولیه دوچرخه، از سال ۱۸۸۰ میلادی تا ۱۹۱۵ میلادی آغاز شد.

### تغییرات در جامعه شهری

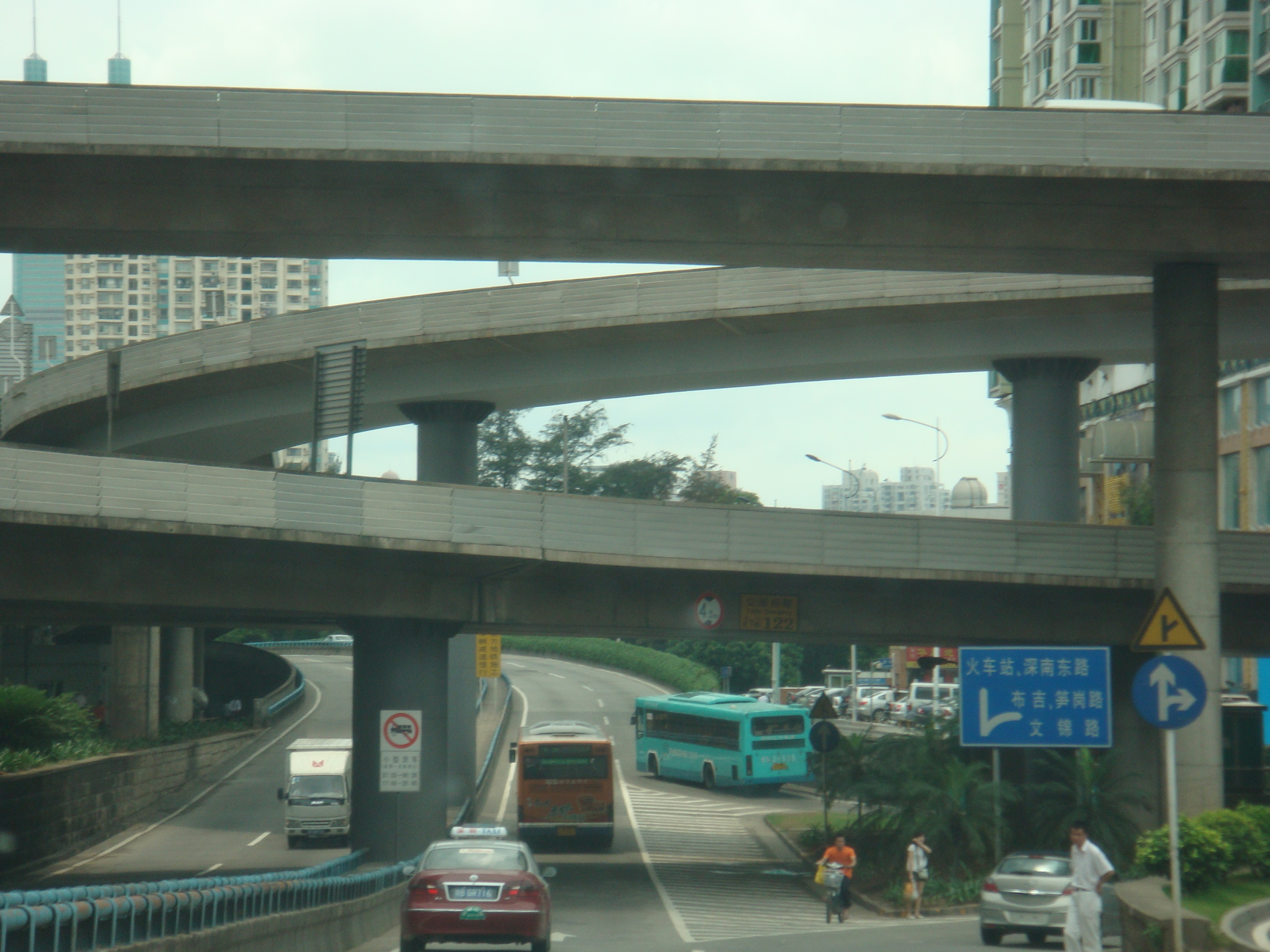
تقاطع شهری در شنژن

با شروع دهه ۱۹۴۰ میلادی، بیشتر محیط‌های شهری در ایالات متحده، تراموا، تله‌کابین و سایر اشکال راه‌آهن سبک خود را از دست دادند تا با اتوبوس‌ها یا اتوبوس‌های دیزلی جایگزین شوند. بسیاری از آنها هرگز بازنگشتند، اما برخی از جوامع شهری در نهایت متروها را نصب کردند.
تغییر دیگری که توسط خودرو به وجود آمده این است که عابران مدرن شهری باید هوشیارتر از اجداد خود باشند. در گذشته، یک عابر پیاده باید نگران ترامواهای نسبتاً آهسته یا سایر موانع سفر می‌بود. با گسترش استفاده از خودروها، عابر پیاده باید خطرات ایمنی خودروهایی که با سرعت بالا حرکت می‌کنند را پیش‌بینی کند، زیرا این خودروها می‌توانند صدمات جدی به انسان وارد کنند و می‌توانند کشنده باشند. در زمان‌های قبلی مرگ و میر ناشی از ترافیک معمولاً به دلیل فرار و از دست رفتن کنترل اسب‌ها بود.
به گفته بسیاری از دانشمندان علوم اجتماعی، روستاها دیگر در مقیاسی مناسب عابر پیاده نیستند و این باعث شده تا ارتباط جوامع آن با هم کمتر شود. بسیاری از مردم کشورهای توسعه یافته ارتباط کمتری با همسایگان خود دارند و به ندرت راه می‌روند مگر اینکه برای پیاده‌روی اهمیت زیادی قائل شوند.

### ظهور جامعه حومه شهری و حومه‌شهرنشینی در ایالات متحده
پس از جنگ جهانی دوم در ایالات متحده، سیاست‌ها و مقررات دولتی مانند قانون فدرال بزرگراه در سال ۱۹۵۶، وام‌های مسکن ارزان قیمت از طریق لایحه GI, و خطوط قرمز و تبعیضی مسکونی علیه نژادهای خاص همراه با گریز سفیدپوستان باعث تقویت و ایجاد حومه‌هایی بیشتر شد. ثروت موجود در حومه شهرها منجر به نسلی از بیبی بومرها شد که از سختی‌های متحمل شده توسط والدین خود دور بودند. استانداردهای جامعه در گذشته، ناشی از کمبود و نیاز به اشتراک منابع عمومی، جای خود را به باورهای جدید خودکاوی و فردگرایی داد. با رونق اقتصاد دهه‌های ۱۹۵۰ میلادی و ۱۹۶۰ میادی، فروش خودرو به‌طور پیوسته رشد کرد و از ۶۰۰۰۰۰۰ دستگاه در سال در ایالات متحده به ۱۰۰۰۰۰۰۰ دستگاه رسید. زنان متأهل وارد نیروی کار شدند و خانه‌های دو خودرویی با ورودی خصوصی و گاراژها به امری عادی تبدیل شدند. با این حال، در دهه ۱۹۷۰ میلادی، رکود اقتصادی نسبی که در آن زمان تجربه شد، با خود انعکاس اجتماعی در مورد تغییراتی که خودروهای موتوری به ارمغان آورده بودند را همراه داشت. منتقدان جامعه خودرو انتخاب و نتیجه مثبت کمی در تصمیم برای نقل مکان به حومه شهر پیدا کردند. حرکت فیزیکی به عنوان نوعی «فرار» در نظر گرفته می‌شد. صنعت خودرو نیز از سوی جبهه‌های بوروکراتیک مورد حمله قرار گرفت و مقررات جدید آلایندگی و «مقرارت CAFÉ» شروع به کاهش حاشیه سود سه شرکت بزرگ (تولیدکنندگان خودرو) کرد.
کیینت آر اشنایدر در نوع خودرو بر علیه نوع خودرو (1971) خواستار جنگ علیه اتومبیل شد و اتومبیل را به خاطر ویرانگری شهرها مورد تمسخر قرار داد و گسترش آن را به یک بیماری تشبیه کرد. او در ترکیب با کتاب دوم خود در مورد طبیعت شهرها (۱۹۷۹)، خواستار مبارزه برای توقف و تا حدی معکوس کردن تحولات منفی در حمل و نقل شد، اگرچه در آن زمان تا حد زیادی نادیده گرفته شد. منتقد اجتماعی مشهور ونس پکارد در کتاب ملتی از غریبه‌ها (۱۹۷۲) تحرک جغرافیایی فعال شده توسط خودرو را عامل تنهایی و انزوای اجتماعی دانست. فروش خودرو در سال ۱۹۷۳ میلادی با فروش ۱۴٫۶ میلیون دستگاه به اوج خود رسید و تا یک دهه دیگر به سطوح قابل مقایسه این زمان نرسید. جنگ اعراب و اسرائیل در سال ۱۹۷۳ با تحریم نفت اوپک دنبال شد که منجر به انفجار قیمت‌ها، صف‌های طولانی در جایگاه‌های سوخت و گفتگوها دربارهٔ سهمیه‌بندی سوخت شد.
در حالی که ممکن است با نگاه به گذشته روشن به نظر برسد که فرهنگ خودرو/حومه شهرنشینی همچنان ادامه خواهد داشت، همان‌طور که در دهه‌های ۱۹۵۰ و ۱۹۶۰ میلادی ادامه داشت، در زمانی که معمار بریتانیایی مارتین پاولی اثر مهم خود را به نام آینده خصوصی نوشت، چنین اطمینانی وجود نداشت. ۱۹۷۳). پاولی خودرو را «کلمه‌ای نمادین از خصوصی‌سازی؛ و واقعیت کناره‌گیری از جامعه» نامید و دریافت که علی‌رغم بدبختی‌های لحظه‌ای آن، سلطه آن در جامعه آمریکای شمالی ادامه خواهد یافت. این خودرو دنیایی خصوصی بود که امکان فانتزی و فرار را فراهم می‌کرد و پاولی پیش‌بینی می‌کرد که این پدیده از نظر اندازه و ظرفیت‌های فناوری رشد کند. او هیچ آسیب‌شناسی در رفتار مصرف‌کننده مبتنی بر آزادی بیان نمی‌دید.
حمل و نقل بهبودیافته رشد بیرونی شهرها و توسعه حومه شهرها را فراتر از حومه ترامواهای دوران قبل تسریع کرد. تا زمان ظهور خودروها، کارگران کارخانه یا در نزدیکی کارخانه یا در جوامع پرتراکم دورتر زندگی می‌کردند که با تراموا یا راه‌آهن به کارخانه متصل بودند. خودرو و یارانه‌های فدرال برای جاده‌ها و توسعه حومه‌ای که از فرهنگ خودرو حمایت می‌کرد، به مردم اجازه می‌داد در مناطق مسکونی کم‌تراکم و حتی دورتر از مرکز شهر و محله‌های شهری یکپارچه زندگی کنند. از آنجایی که حومه‌های صنعتی تا حدی به دلیل پهنه‌بندی تک کاربری کم بودند، مشاغل محلی کمی ایجاد شد و ساکنان مسافت‌های طولانی‌تری را برای کار هر روزه خود با ادامه گسترش روزافزون حومه‌ها رفت و آمد می‌کردند.

### خودروها در فرهنگ عامه

#### در ایالات متحده

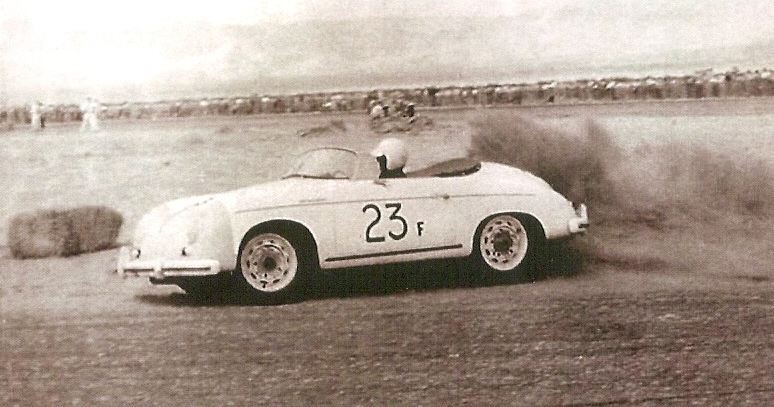
جیمز دین داخل پورشه اسپیدستر

خودرو تأثیر قابل توجهی بر فرهنگ ایالات متحده داشته. مانند سایر وسایل نقلیه، اتومبیل‌ها در آثار هنری از جمله موسیقی، کتاب و فیلم گنجانده شدند. بین سال‌های ۱۹۰۵ تا ۱۹۰۸ میلادی، بیش از ۱۲۰ آهنگ نوشته شده موضوعی با محوریت خودرو داشتند. اگرچه نویسندگانی مانند بوث تارکینگتن در کتاب‌هایی از جمله آمبرسون‌های باشکوه (۱۹۱۸) عصر خودرو را تقبیح کردند، رمان‌هایی که تأثیرات سیاسی موتورسازی را جشن می‌گیرند شامل هوای آزاد (۱۹۱۹) اثر سینکلر لوئیس بود که در مسیر رمان‌های دوچرخه‌گردی قبلی دنبال شد. برخی از کارشناسان اوایل قرن بیستم در مورد ایمنی و مناسب بودن اجازه دادن به خودروسواران زن تردید داشتند. دوروتی لویت از جمله کسانی بود که به این نگرانی‌ها توجه کرد، به طوری که یک قرن بعد تنها یک کشور وجود داشت که زنان در آن از رانندگی منع شده بودند. رسانه‌های جمعی قرن نوزدهم قهرمانانی از کیسی جونز، آلن پینکرتون و دیگر محافظان سرسخت حمل‌ونقل عمومی ساخته بودند، فیلم‌های جاده‌ای جدید قهرمانانی را ارائه می‌کردند که به جای وظیفه و سلسله مراتب، آزادی و برابری را در جاده‌های آزاد پیدا کردند.
جورج مونبیوت می‌نویسد که فرهنگ گسترده اتومبیل، ترجیح رأی دهندگان را به جناح راست طیف سیاسی تغییر داده‌است و فکر می‌کند که فرهنگ اتومبیل به افزایش فردگرایی و تعاملات اجتماعی کمتر بین اعضای طبقات مختلف اجتماعی-اقتصادی کمک کرده‌است. لیگ موتور آمریکا ساخت خودروهای بیشتر و بهتر را از روزهای اولیه تولید خودرو تبلیغ کرده بود، و انجمن اتومبیل آمریکا به جنبش جاده‌های خوب که در دوران شور دوچرخه‌سواری قبلی آغاز شده بود، پیوست. زمانی که تولیدکنندگان و تأمین کنندگان سوخت نفت به خوبی تثبیت شدند، به پیمانکاران ساختمانی پیوستند تا در دولت‌ها برای ساخت جاده‌های عمومی لابی‌گری کنند.
با موتوری و خودرویی شدن گردشگری، افراد، خانواده‌ها و گروه‌های کوچک توانستند در مکان‌های دور مانند پارک‌های ملی تعطیلات خود را بگذرانند. جاده‌هایی همانند بلو ریج پارک‌وی به‌طور خاص برای کمک به توده‌های شهری ساخته شده‌اند و تجربه مناظر طبیعی را که قبلاً تنها توسط تعداد کمی دیده شده بود را برای افراد بیشتری فراهم ساختند. رستوران‌ها و متل‌های ارزان قیمت در مسیرهای مورد علاقه ظاهر شدند و دستمزدی را برای مردم محلی که تمایلی به پیوستن به روند کاهش جمعیت روستایی نداشتند فراهم کردند.

#### اروپا

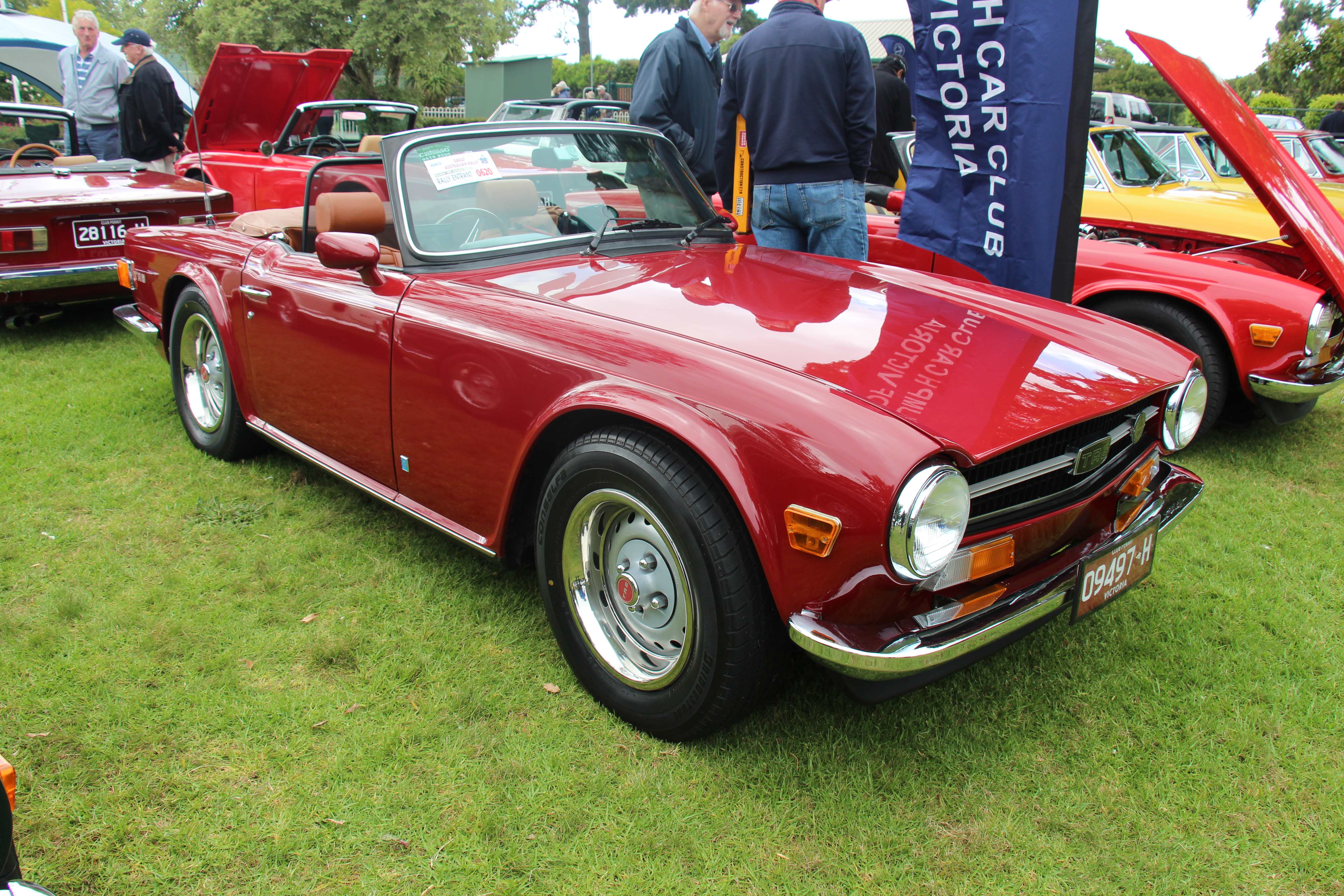
1973 Triumph TR6 رودستر

جاده‌سازی گاهی تحت تأثیر ایدئولوژی‌های سیاسی سبک اقتصاد کینزی نیز قرار می‌گرفت. در اروپا، برنامه‌های عظیم ساخت آزادراه توسط تعدادی از دولت های سوسیال دموکرات پس از جنگ جهانی دوم، در تلاش برای ایجاد شغل و در دسترس قرار دادن خودرو در اختیار طبقات کارگر، آغاز شد. از دهه ۱۹۷۰ میلادی، ترویج خودرو به‌طور فزاینده ای به ویژگی برخی محافظه کاران تبدیل شد. مارگارت تاچر در مقاله جاده‌هایی برای رفاه به «اقتصاد خودرویی عالی» اشاره کرد. بحران نفت در سال ۱۹۷۳ میلادی و به همراه آن اقدامات جیره‌بندی سوخت برای اولین بار در یک نسل، نمایانگر ظاهر شهرهای بدون خودرو بود که در این فرایند باعث تقویت یا ایجاد آگاهی زیست‌محیطی شد. احزاب سبز در چندین کشور اروپایی در واکنش نسبی به فرهنگ خودرو و همچنین به عنوان بازوی سیاسی جنبش ضد انرژی هسته ای ظهور کردند.

### سینما
ظهور فرهنگ خودرو در قرن بیستم میلادی، عمدتاً از طریق فیلم‌های بلاکباستر، نقش فرهنگی مهمی در سینما ایفا کرد. شخصیت‌های مهمی مانند جیمز باند یا آنهایی که جیمز دین بازی می‌کرد، همیشه با خودروهای قدرتمندی در صحنه عرضه می‌شدند و در طول زمان به نمادهای فرهنگی تبدیل شدند.

### رادیو
با ظهور رادیوهای اتومبیل، برنامه‌های رادیویی در ساعات شلوغی به عنوان زمان رانندگی شناخته شد. موسیقی همچنین به تأثیراتی مانند تاکسی زرد بزرگ اشاره می‌کند.

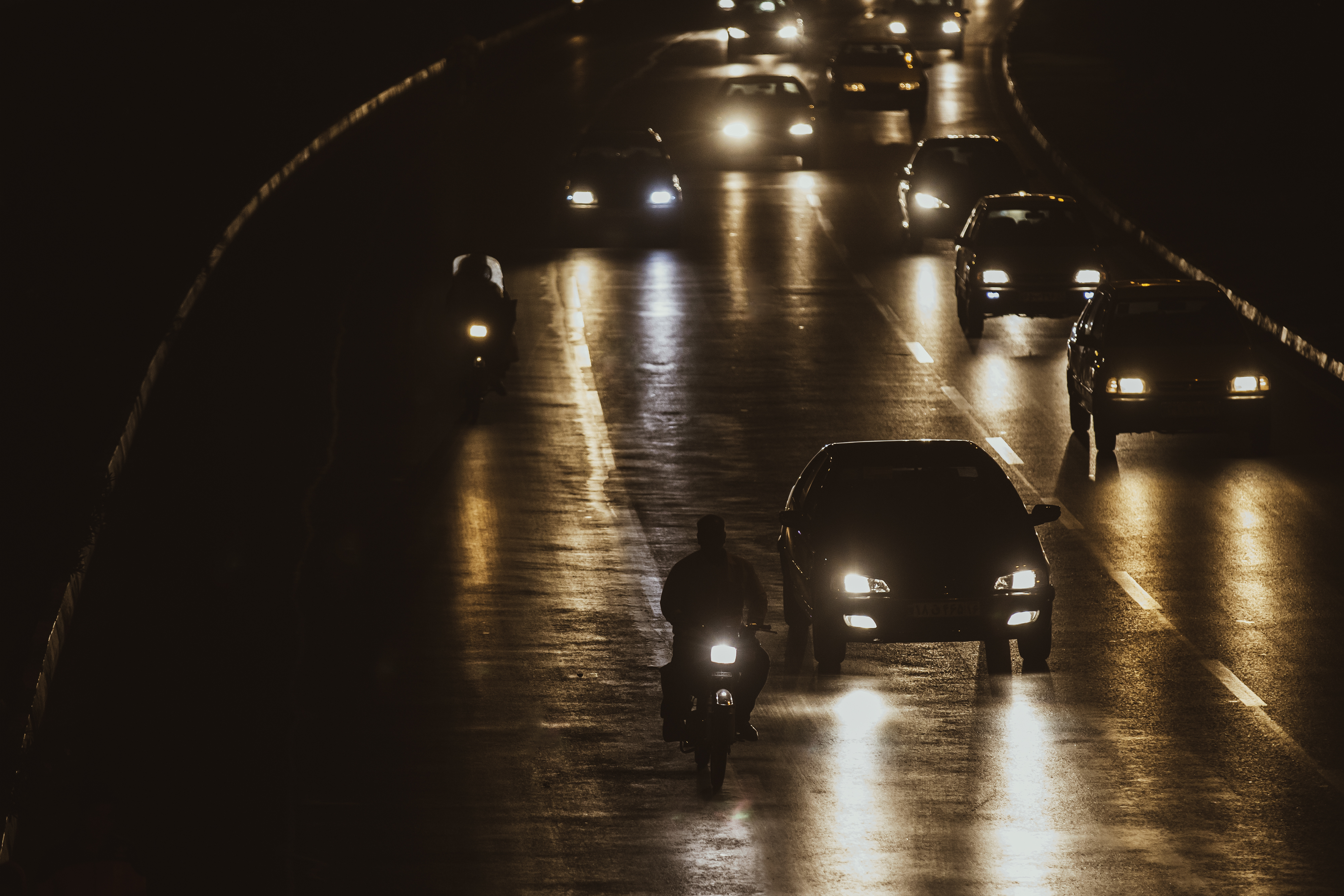
نمایی از خوردوهای یک خیابان در شهر قم، عکاسی در شب

### خودروها به عنوان یک سبک زندگی

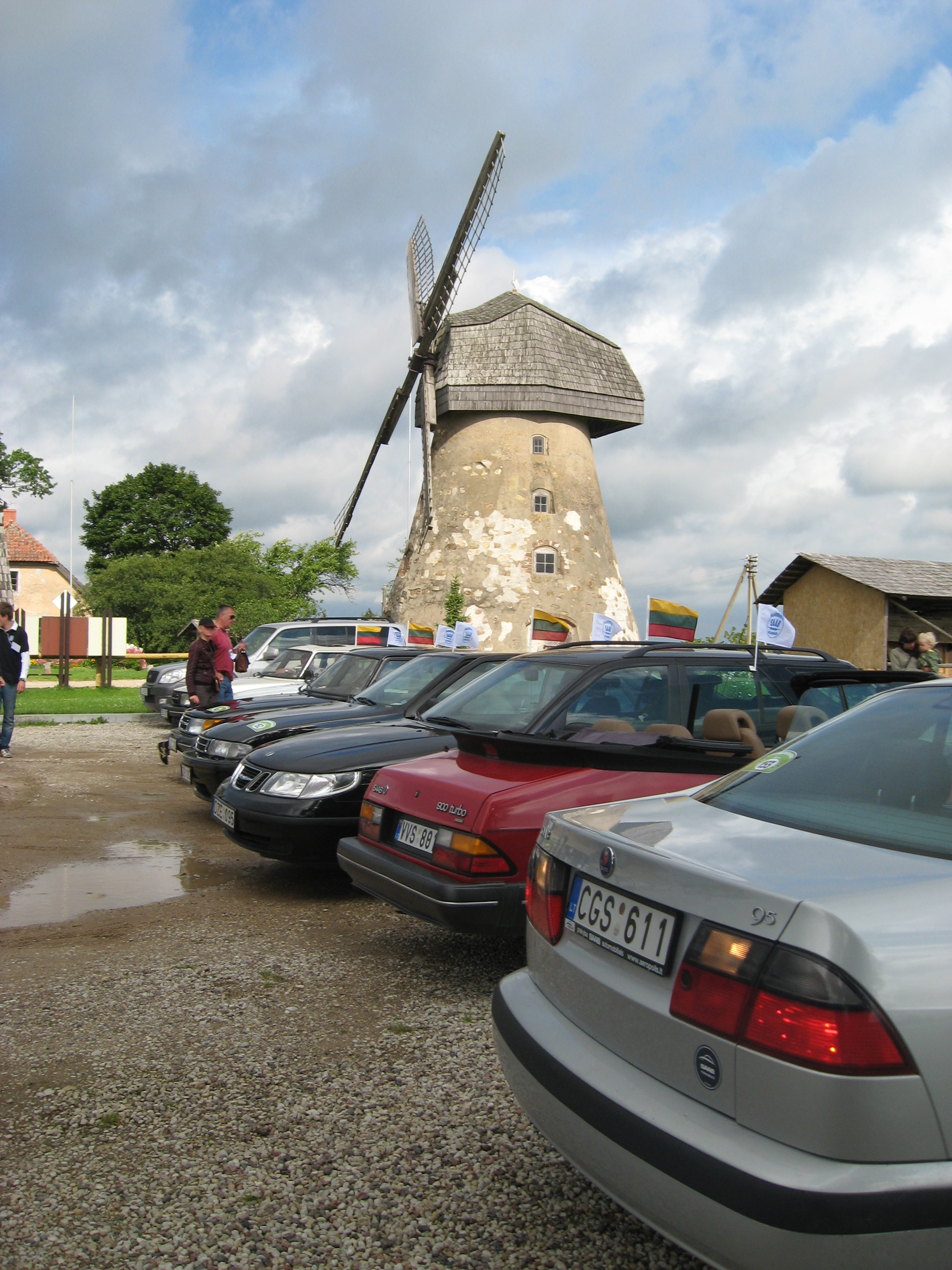
نشست بین‌المللی کلوب گروه ساب در لتونی.

با گذشت زمان، خودرو فراتر از یک وسیله حمل و نقل یا نماد وضعیت اجتماعی تبدیل شده‌است و به موضوعی مورد علاقه و سبک زندگی در میان بسیاری از مردم جهان تبدیل شده‌است و از ماشین‌ها به دلیل زیبایی هنری و طرز ساختشان، عملکردشان و همچنین مجموعه‌های وسیعی از فعالیت‌هایی که فرد می‌تواند با ماشین خود در آن شرکت کند، قدردانی می‌کنند. افرادی که علاقه شدیدی به اتومبیل دارند و/یا در سرگرمی اتومبیل شرکت می‌کنند به عنوان «علاقه مندان به اتومبیل یا خودرو» شناخته می‌شوند.
یکی از جنبه‌های اصلی سرگرمی جمع‌آوری کلکسیونی خودرو است. خودروها، به ویژه وسایل نقلیه کلاسیک، توسط صاحبان آنها به عنوان دارای ارزش زیبایی شناختی، تفریحی و تاریخی قدردانی می‌شوند. چنین تقاضایی پتانسیل سرمایه‌گذاری را ایجاد می‌کند و به برخی از خودروها اجازه می‌دهد تا قیمت‌های فوق‌العاده بالایی داشته باشند و به خودی خود به ابزار مالی تبدیل شوند.
دومین جنبه اصلی سرگرمی خودرو، انجام تغییرات و اصلاحات زیبایی و فنی در خودرو است، زیرا بسیاری از علاقه مندان به خودرو، خودروهای خود را برای دستیابی به بهبود عملکرد یا بهبود بصری تغییر می‌دهند. خرده فرهنگهای زیادی در این بخش از سرگرمی خودرو وجود دارد، برای مثال، آنهایی که وسایل نقلیه سفارشی خود را می‌سازند، عمدتاً بر اساس نمونه‌های اصلی یا بازتولید طرح‌های بازار خودروی ایالات متحده قبل از ۱۹۴۸ میلادی و طرح‌های مشابه از دوران جنگ جهانی دوم و قبل از آن این کار را انجام می‌دهند و در سایر نقاط دنیا به عنوان هات رادرز شناخته می‌شوند، در حالی که کسانی که معتقدند خودروها باید به طرح اصلی خود وفادار بمانند و اصلاح نشوند به عنوان «پیوریست» شناخته می‌شوند.
علاوه بر این، ورزش‌های موتوری (چه حرفه‌ای و چه آماتور) و همچنین رویدادهای رانندگی گاه به گاه و روزانه، که در آن علاقه‌مندان از سراسر جهان گرد هم می‌آیند تا رانندگی کنند و اتومبیل‌های خود را به نمایش بگذارند، از ارکان مهم سرگرمی خودرو هستند. نمونه‌های قابل‌توجهی از این قبیل رویدادها، رالی خودروهای کلاسیک سالانه میلی میگیللا و مسابقه ابرخودروی گام بال ۳۰۰۰ می‌باشد.
بسیاری از باشگاه‌های اتومبیل‌رانی برای تسهیل تعاملات اجتماعی و همراهی در میان افرادی که به داشتن، نگهداری، رانندگی و نشان دادن اتومبیل خود افتخار می‌کنند، راه‌اندازی شده‌اند. امروزه بسیاری از رویدادهای اجتماعی معتبر در سراسر جهان حول محور سرگرمی هستند، نمونه بارز آن نمایشگاه خودروهای کلاسیک پبل بیچ کانکورز دلیگانس است.

## ایمنی و تصادفات ترافیکی

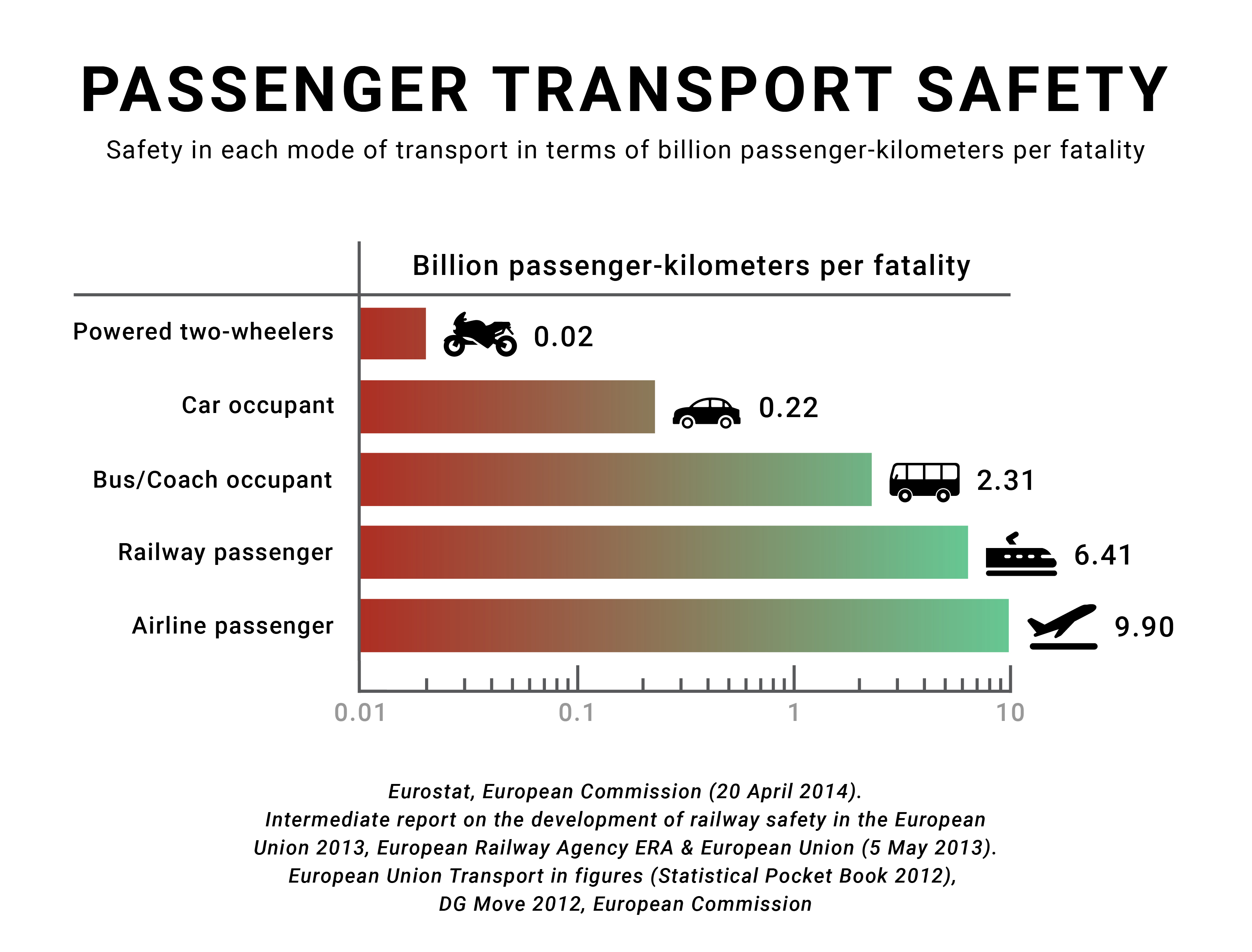
بر اساس اداره آمار اروپا، اگر ایمنی به عنوان کمترین تلفات به ازای هر مسافت مسافر سنجیده شود، خودرو یکی از وسایل حمل و نقل کمتر ایمن است. بر اساس داده‌های کشورهای EU-۲۷ در بین سال‌های، ۲۰۰۸–۲۰۱۰ میلادی.

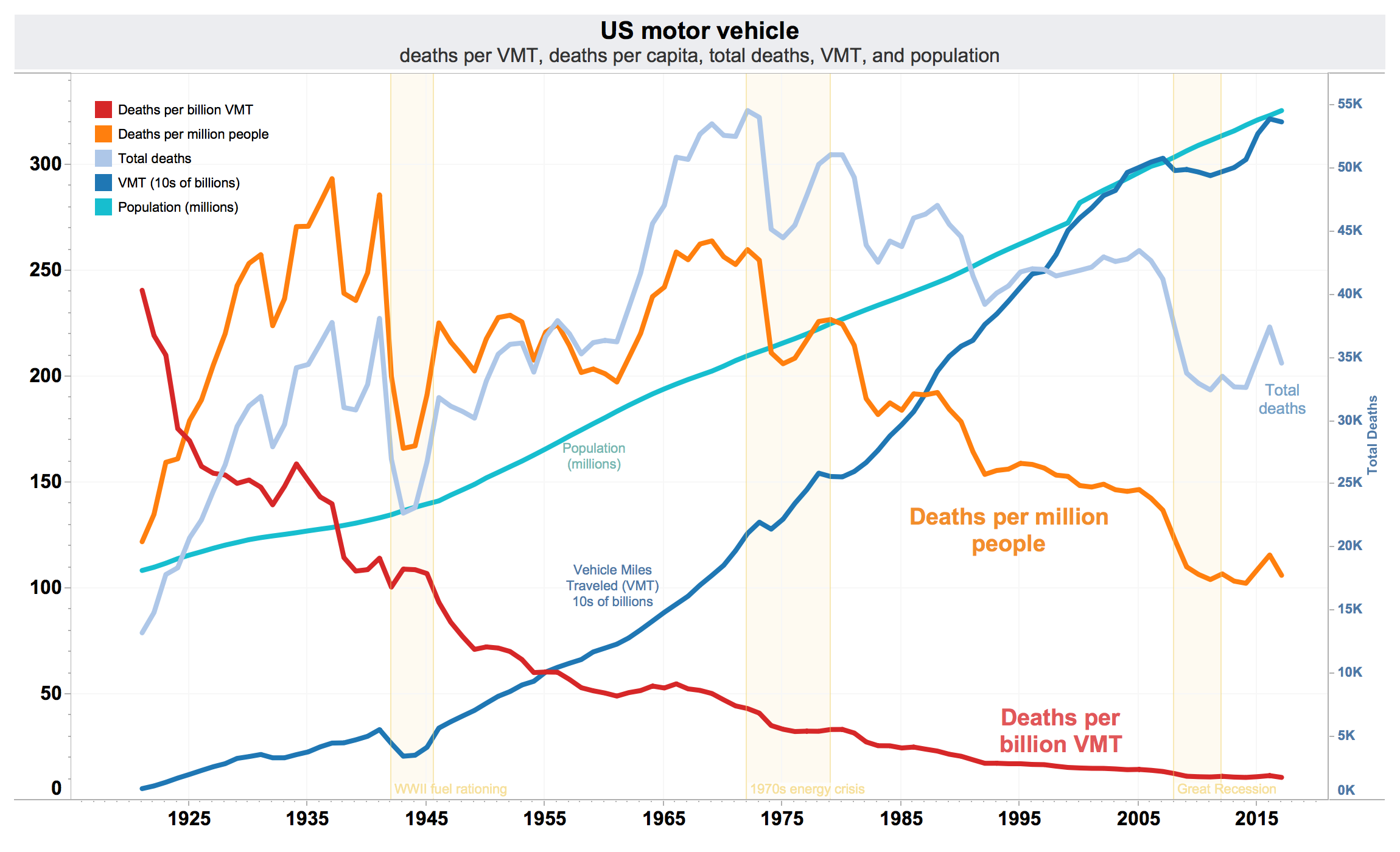
تلفات ترافیکی سالانه ایالات متحده به ازای هر میلیارد مایل وسیله نقلیه طی شده (قرمز)، میزان مایل‌های طی شده (آبی)، به ازای هر یک میلیون نفر (نارنجی)، کل مرگ و میر سالانه (آبی روشن)، VMT در ۱۰ میلیارد (آبی تیره) و جمعیت به میلیون (آبی تیره)، از ۱۹۲۱ تا ۲۰۱۷ میلادی

تصادفات وسایل نقلیه موتوری ۳۷٫۵ درصد از مرگ و میرهای تصادفی در ایالات متحده را تشکیل می‌دهند و تصادفات رانندگی به عنوان یکی از عوامل اصلی مرگ و میر تصادفی در این کشور بوده. اگرچه مسافران در اتومبیل‌ها در هر سفر یا در واحد زمان یا مسافت، کمتر از سایر کاربران حمل‌ونقل خصوصی مانند دوچرخه‌سواران یا عابران پیاده جان خود را از دست می‌دهند.، خودروها نیز بیشتر از دیگر وسایل حمل و نقل مورد استفاده قرار می‌گیرند در نتیجه، ایمنی خودرو به موضوع مهمی برای مطالعه تبدیل شده. برای افراد ۵ تا ۳۴ ساله در ایالات متحده، تصادفات وسایل نقلیه موتوری علت اصلی مرگ و میر است و هر سال جان ۱۸۲۶۶ آمریکایی را می‌گیرد.
تخمین زده می‌شود که برخورد وسایل نقلیه موتوری باعث مرگ حدود ۶۰ میلیون نفر در طول قرن ۲۰م شده. تقریباً به همان تعداد میزان تلفات جنگ جهانی دوم. تنها در سال ۲۰۱۰ میلادی، ۱٫۲۳ میلیون نفر بر اثر تصادفات رانندگی کشته شدند.
با وجود تعداد بالای تلفات، روند برخورد وسایل نقلیه موتوری روندی کاهشی را نشان می‌دهد. ارقام تلفات جاده ای در کشورهای توسعه یافته نشان می‌دهد که تلفات تصادفات اتومبیل از سال ۱۹۸۰ میلادی کاهش یافته. ژاپن یک مثال افراطی است، مه با کاهش تلفات جاده ای به ۵۱۱۵ نفر در سال ۲۰۰۸ میلادی، که ۲۵ درصد از نرخ سرانه سال ۱۹۷۰ میلادی و ۱۷ درصد از نرخ سال ۱۹۷۰ میلادی به ازای هر مسافت طی شده توسط وسیله نقلیه مواجه شده. در سال ۲۰۰۸ میلادی، برای اولین بار، عابران پیاده بیش از سرنشینان وسایل نقلیه در ژاپن توسط خودروها کشته شدند. ژاپن علاوه بر بهبود شرایط عمومی جاده مانند روشنایی و ایجاد مسیرهای پیاده‌روی مجزا، و استفاده فناوری سیستم حمل‌ونقل هوشمند سبب کاهش میزان تصادفات و تلفات شده.
در کشورهای در حال توسعه، آمار ممکن است به شدت نادرست یا به سختی به دست آید. برخی از کشورها به‌طور قابل توجهی نرخ کل مرگ و میر را کاهش نداده‌اند که برای مثال در تایلند نرخ مرگ و میر در سال ۲۰۰۷ میلادی به ۱۲۰۰۰ رسید. در ایالات متحده، بیست و هشت ایالت بین سال‌های ۲۰۰۵ و ۲۰۰۶ میلادی تعداد تلفات تصادفات اتومبیل کمتری داشتند. ۵۵٪ از سرنشینان خودرو ۱۶ ساله یا با سن بیشتر در سال ۲۰۰۶ میلادی در هنگام وقوع تصادف کمربند ایمنی نبسته بودند روندهای تلفات جاده ای از قانون اسمید پیروی می‌کند. بر اساس این قانون و طرح تجربی، افزایش نرخ مرگ و میر سرانه افراد با تراکم ترافیک هم بستگی دارد.

## جرم و جنایات
جرایم رانندگی و جرایم مربوط به خودرو شامل جرایم مربوط به قبل از ظهور خودرو و نه انحصاری آن است. بسیاری از آنها با ظهور اتومبیل رانی انبوه رواج بیشتری یافته‌اند.
- خودرو انفجاری
- دزدی خودرو
- تیراندازی با خودرو
- رانندگی تحت تأثیر دارو یا الکل
- احترام نگذاشتن عابران به جاده و گذر غیرقانونی آنان
- تخلف در پارکینگ
- سرعت گرفتن
- مسابقه خیابانی
- قتل با وسیله نقلیه

## هزینه‌های خارجی و داخلی

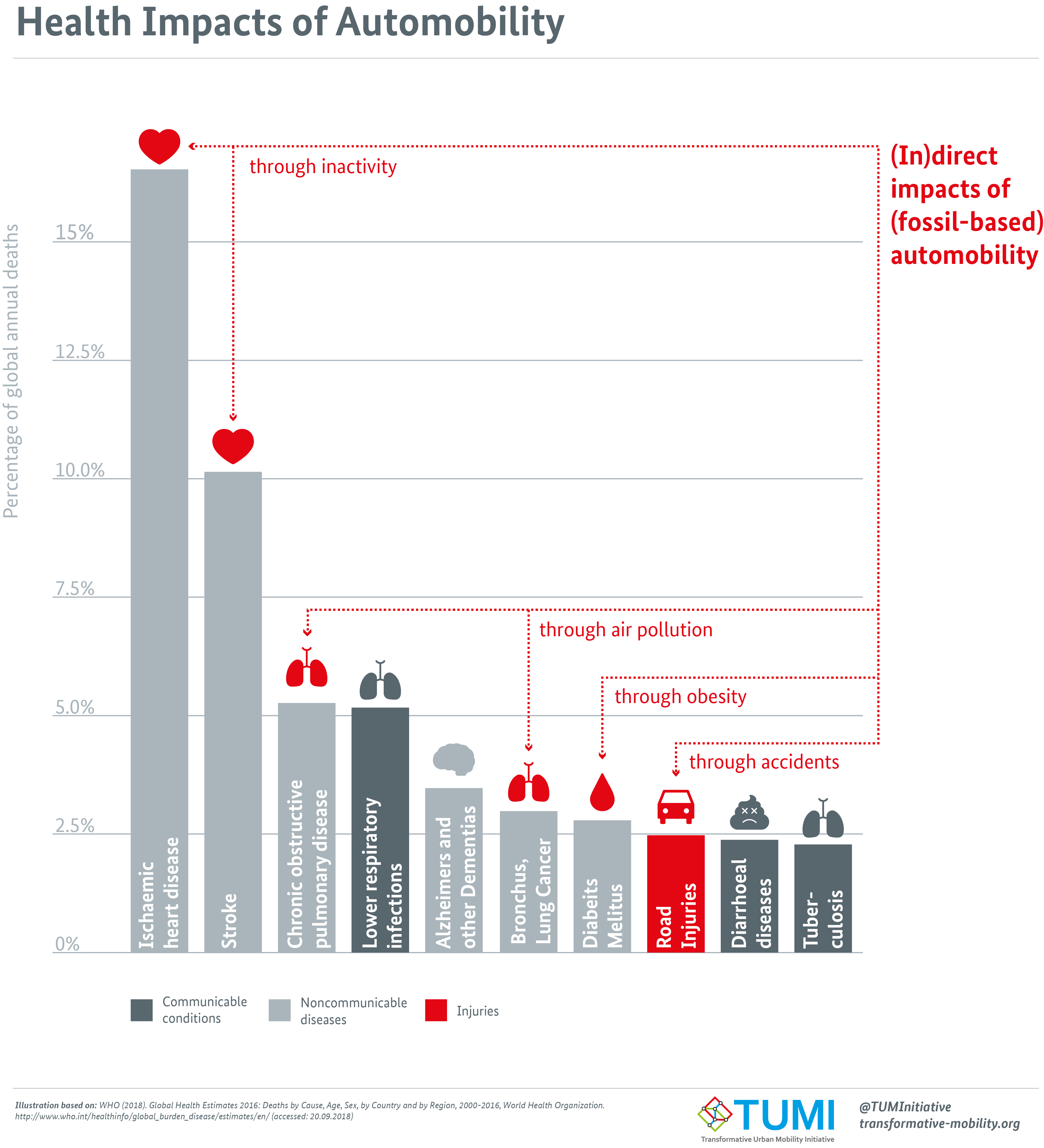
اثرات خودرو بر سلامتی

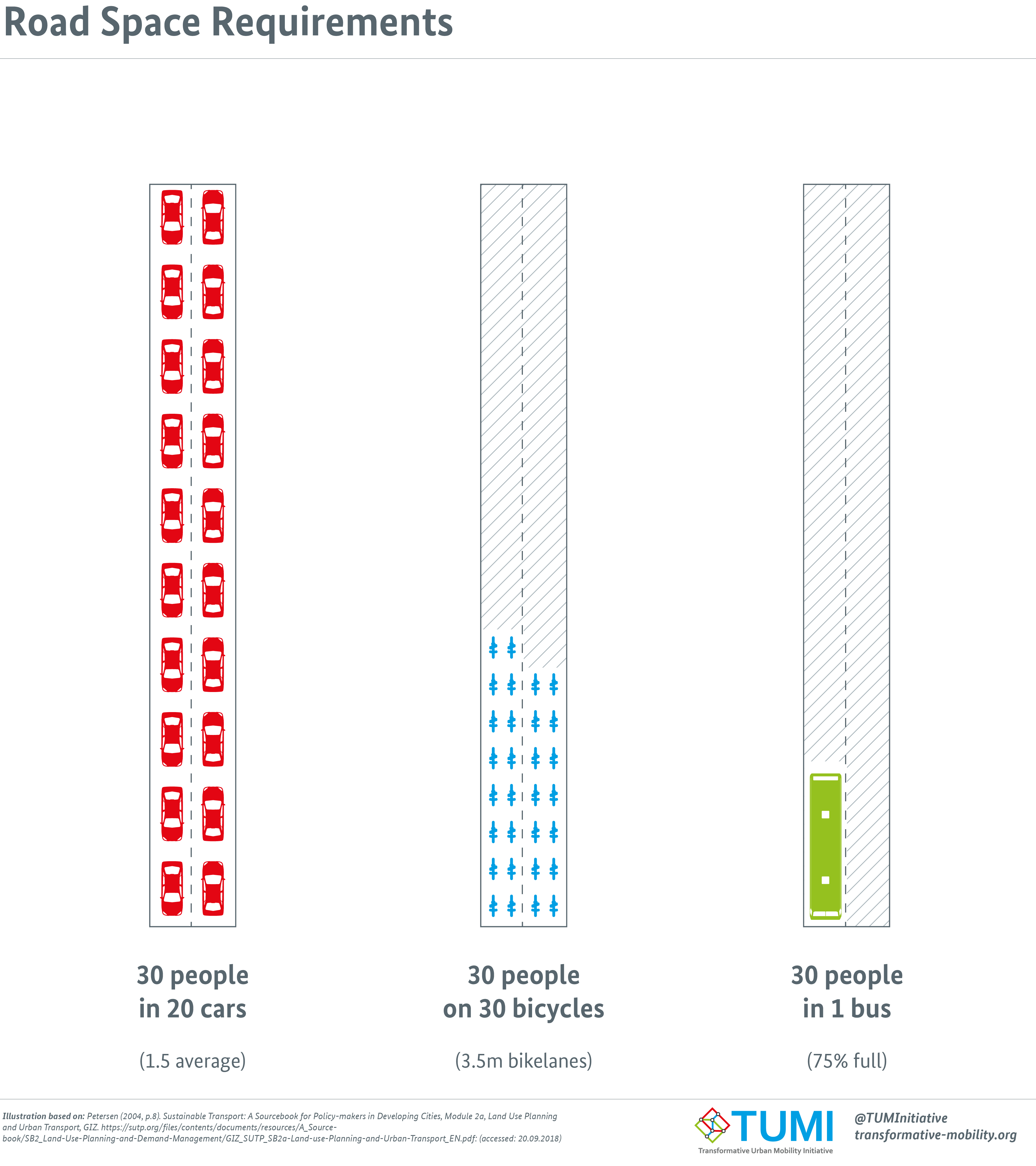
میزان فضای اشغال شده توسط سه نوع وسیله نقلیه در جاده

### هزینه‌های عمومی/دولتی یا خارجی
بر اساس کتاب راهنمای برآورد هزینه‌های خارجی در بخش حمل و نقل که توسط دانشگاه فناوری دلفت انجام شده و مرجع اصلی اتحادیه اروپا برای ارزیابی اثرات خارجی خودروها است، هزینه‌های خارجی اصلی رانندگی خودرو عبارتند از:
- هزینه‌های راه‌بندان و کمبود،
- هزینه‌های تصادف رانندگی،
- هزینه‌های آلودگی هوا،
- هزینه‌های آلودگی صوتی و نویز
- هزینه‌های تغییرات آب و هوایی،
- هزینه برای طبیعت و چشم‌انداز،
- هزینه‌های آلودگی آب،
- هزینه‌های آلودگی خاک و
- هزینه‌های وابستگی به انرژی

استفاده از اتومبیل برای حمل و نقل با کاهش چشم‌انداز مورد نیاز برای پیاده‌روی و دوچرخه سواری، موانعی را ایجاد می‌کند. ممکن است در ابتدا یک مشکل جزئی به نظر برسد، اما در درازمدت، تهدیدی برای کودکان و سالمندان است. حمل و نقل یک کاربری عمده از زمین است که زمین کمتری را برای اهداف دیگر در دسترس می‌گذارد.
خودروها نیز در آلودگی هوا و آب نقش دارند. اگرچه اسب زباله بیشتری تولید می‌کند، اما اتومبیل‌ها ارزان‌تر هستند، بنابراین تعداد آنها در مناطق شهری بسیار بیشتر زمانه استفاده از اسب‌ها است. انتشار گازهای مضر مانند مونوکسید کربن، ازن، دی‌اکسید کربن، بنزن و ذرات معلق می‌تواند به موجودات زنده و محیط زیست آسیب برساند. انتشار گازهای گلخانه ای از خودروها باعث ناتوانی، بیماری‌های تنفسی و تخریب ازن می‌شود. آلودگی صوتی ناشی از خودروها همچنین می‌تواند به‌طور بالقوه منجر به ناتوانی شنوایی، سردرد و استرس برای افرادی شود که اغلب در معرض آن هستند.

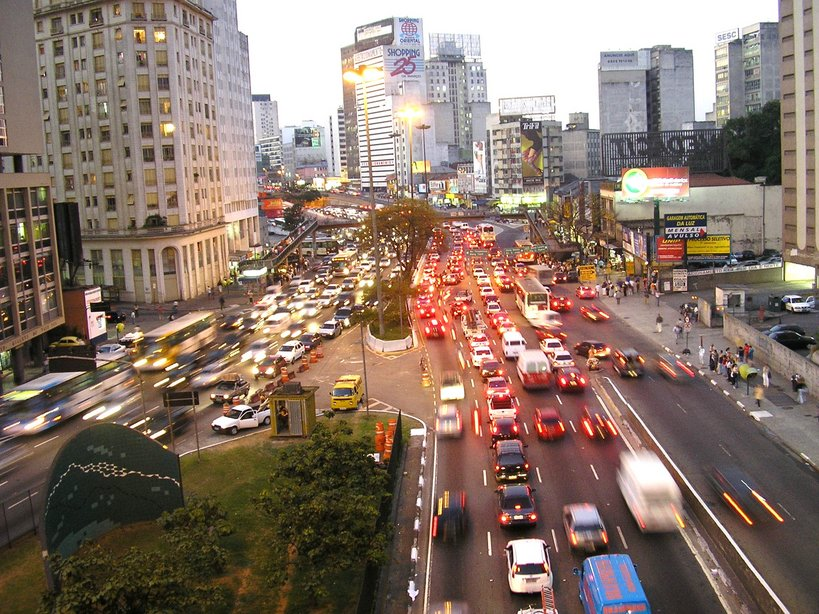
ازدحام یک هزینه خارجی بدنام برای رانندگی است، مانند سائوپائولو (تصویر).

در کشورهایی مانند ایالات متحده، زیرساخت‌هایی که استفاده از خودرو را ممکن می‌سازد، مانند بزرگراه‌ها، جاده‌ها و پارکینگ‌ها توسط دولت تأمین می‌شود و از طریق منطقه‌بندی و الزامات ساخت و ساز حمایت می‌شود. مالیات سوخت در ایالات متحده حدود ۶۰ درصد از هزینه‌های ساخت و تعمیر بزرگراه را پوشش می‌دهد، اما هزینه کمی برای ساخت یا تعمیر جاده‌های محلی را پوشش می‌دهد. پرداخت‌های کاربران وسایل نقلیه موتوری به میزان ۲۰ تا ۷۰ سنت به ازای هر گالن بنزین کمتر از هزینه‌های دولتی مربوط به استفاده از وسایل نقلیه موتوری است. قوانین منطقه بندی در بسیاری از مناطق مستلزم آن است که پارکینگ‌های بزرگ و رایگان هر ساختمان جدید را همراهی کنند. پارکینگ‌های شهری اغلب رایگان هستند یا نرخ بازار را دریافت نمی‌کنند. از این رو، هزینه رانندگی خودرو در ایالات متحده تحت حمایت کسب و کارها و دولت است که هزینه جاده‌ها و پارکینگ را پوشش می‌دهد. این علاوه بر سایر هزینه‌های خارجی است که کاربران خودرو مانند تصادف یا آلودگی پرداخت نمی‌کنند. حتی در کشورهایی مانند آلمان با مالیات گاز بیشتر، رانندگان به‌طور کامل هزینه‌های خارجی را که ایجاد می‌کنند پرداخت نمی‌کنند.
این حمایت دولت از خودرو از طریق یارانه برای زیرساخت‌ها، هزینه اجرای گشت بزرگراه، بازیابی خودروهای دزدیده شده و بسیاری از عوامل دیگر باعث می‌شود که حمل و نقل عمومی از نظر اقتصادی گزینه ای کمتر رقابتی برای مسافران در هنگام در نظر گرفتن هزینه‌های خارج از جیب باشد. مصرف‌کنندگان اغلب بر اساس این هزینه‌ها انتخاب می‌کنند و هزینه‌های غیرمستقیم مالکیت، بیمه و نگهداری خودرو را دست کم می‌گیرند. با این حال، در سطح جهانی و در برخی از شهرهای ایالات متحده، عوارض و هزینه‌های پارکینگ تا حدی این یارانه‌های سنگین برای رانندگی را جبران می‌کند. طرفداران سیاست برنامه‌ریزی حمل و نقل اغلب از عوارض، افزایش مالیات سوخت، قیمت گذاری ازدحام بازار برای پارکینگ شهری به عنوان وسیله ای برای متعادل کردن استفاده از خودرو در مراکز شهری با حالت‌های کارآمدتر مانند اتوبوس و قطار حمایت می‌کنند.

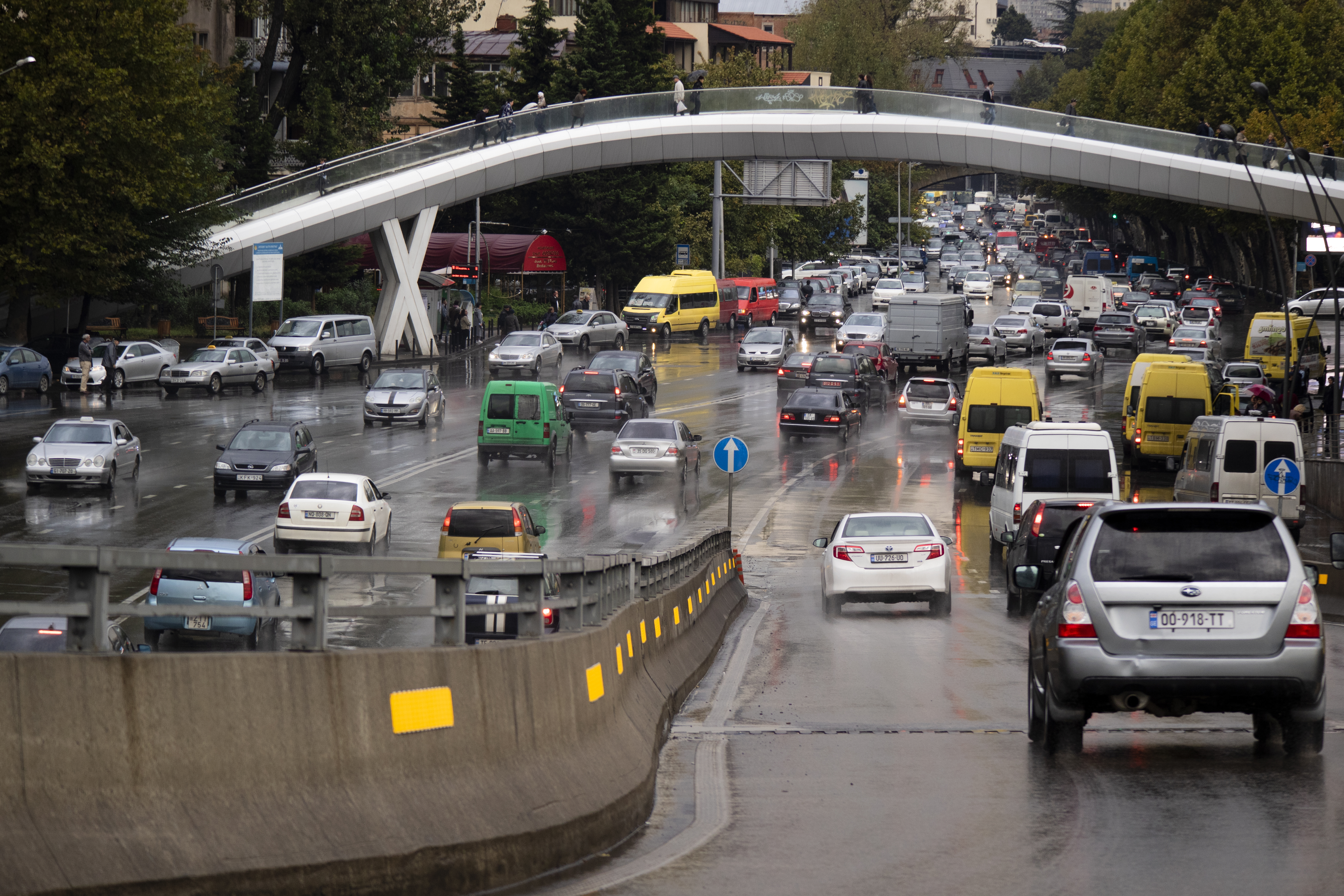
تردد صبحگاهی خودروها در شهر تفلیس پایتخت گرجستان

هنگامی که شهرها نرخ‌های بازار را برای پارکینگ دریافت می‌کنند، و زمانی که پل‌ها و تونل‌ها عوارض دارند، رانندگی از نظر هزینه‌های خارج از جیب کمتر رقابتی می‌شود. زمانی که پارکینگ شهری کمتر از قیمت منصفانه است و جاده‌ها عوارضی ندارند، بیشتر هزینه استفاده از وسیله نقلیه از طریق درآمد عمومی دولت که یارانه‌ای برای استفاده از وسایل نقلیه موتوری است، پرداخت می‌شود. اندازه این یارانه از یارانه‌های فدرال، ایالتی و محلی برای نگهداری زیرساخت‌ها و کرایه‌های تخفیف دار برای حمل و نقل عمومی ممکن است به غلط و بنظر کوچکتر بیاید.
در مقابل، اگرچه هزینه‌های زیست‌محیطی و اجتماعی برای راه‌آهن وجود دارد، اما تأثیر آن بسیار کمتر است.
پیاده‌روی یا دوچرخه سواری اغلب تأثیرات مثبت خالصی بر جامعه دارند زیرا به کاهش هزینه‌های بهداشتی کمک می‌کنند و عملاً هیچ آلودگی ایجاد نمی‌کنند.
مطالعه‌ای تلاش کرد تا هزینه‌های خودروها (یعنی استفاده از خودرو و تصمیم‌گیری‌ها و فعالیت‌های مرتبط مانند تولید و حمل‌ونقل/سیاست زیرساخت‌ها) را با ارز معمولی محاسبه کند. این مطالعه نشان داد که هزینه کل طول عمر خودروها در آلمان بین ۰٫۶ تا ۱٫۰ میلیون یورو است. سهم جامعه از این هزینه بین ۴۱ درصد (۴۶۷۴ یورو در سال) تا ۲۹ درصد (۵۲۷۳ یورو در سال) متغیر است. این مطالعه نشان می‌دهد که خودروها «سهم بزرگی از درآمد قابل تصرف» را مصرف می‌کنند و «پیچیدگی‌هایی در درک هزینه‌های حمل‌ونقل، دوام اقتصادی روش‌های حمل‌ونقل جایگزین، یا توجیه مالیات‌ها» را نیز ایجاد می‌کند.

### هزینه‌های خصوصی یا داخلی

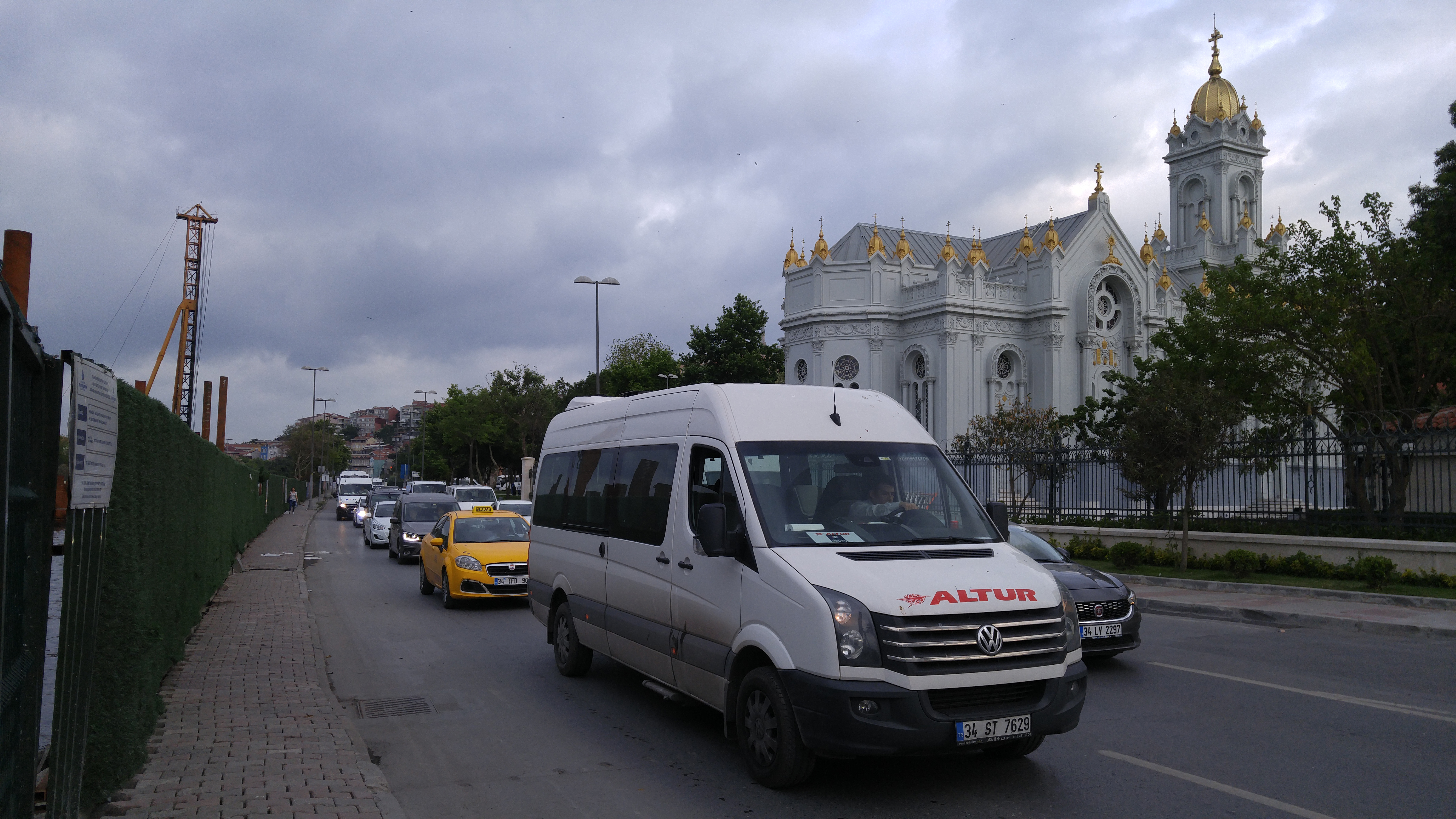
خودروها در خیابان های کلانشهر استانبول

در مقایسه با سایر روش‌های محبوب حمل و نقل مسافر، به ویژه اتوبوس یا قطار، خودرو هزینه نسبتاً بالایی به ازای هر مسافت طی شده توسط مسافر دارد. به نظر می‌رسد رانندگان در بریتانیا به‌طور متوسط تقریباً ۱/۳ از میانگین درآمد خالص خود را برای اتومبیل خود خرج می‌کنند، در حالی که به نظر می‌رسد رانندگان در پرتغال ۱/۲ از درآمد خالص خود را خرج خودرو خود می‌کنند. برای مالک میانگین خودرو، استهلاک تقریباً نیمی از هزینه راه‌اندازی و استفاده از یک خودرو را تشکیل می‌دهد، با این حال، راننده معمولی این هزینه ثابت را با اختلاف زیادی دست‌کم می‌گیرد، یا حتی آن را به کلی نادیده می‌گیرد.
در ایالات متحده، هزینه‌هایی که از جیب شما برای مالکیت خودرو می‌شود، بسته به ایالتی که در آن زندگی می‌کنید، می‌تواند بسیار متفاوت باشد. در سال ۲۰۱۳ میلادی، هزینه‌های سالانه مالکیت خودرو از جمله تعمیر، بیمه، سوخت و مالیات در جورجیا (۴۲۳۳ دلار) بالاترین میزان و در اوریگان (۲۰۲۴ دلار) با میانگین ملی ۳۲۰۱ دلار کمترین مقدار بود. علاوه بر این، IRS برای محاسبات کسر مالیات، هزینه کل خودرو برای رانندگان در ایالات متحده، ۰٫۵۵ دلار در مایل، و حدود ۰٫۲۶ یورو در کیلومتر می‌داند. داده‌های ارائه شده توسط انجمن خودرو آمریکا نشان می‌دهد که هزینه مالکیت یک خودرو در ایالات متحده حدود ۲٪ در سال افزایش می‌یابد. داده‌های سال ۲۰۱۳ میلادی ارائه‌شده توسط انجمن خودروی کانادا به این نتیجه می‌رسد که هزینه مالکیت یک خودروی جمع‌وجور در کانادا، از جمله میزان استهلاک، بیمه، هزینه‌های قرض کردن، تعمیر و نگهداری، صدور مجوز و غیره ۹۵۰۰ دلار کانادا یا تقریباً ۷۳۰۰ دلار آمریکا در سال است.

#### سرعت مصرف‌کننده
فیلسوف اتریشی، ایوان ایلیچ ، منتقد عادات جامعه مدرن، یکی از اولین متفکرانی بود که مفهوم سرعت مصرف‌کننده را پایه گذاشت. او این واژه را در کتاب انرژی و عدالت خود در سال ۱۹۷۴ به عنوان مسافتی که یک فرد میانگین در هر سال طی می‌کند، تقسیم بر مقدار زمانی که به رفت و آمد و فعالیت‌های مرتبط اختصاص می‌دهد، تعریف کرد. او محاسبه کرد که یک مرد آمریکایی به‌طور میانگین ۱۶۰۰ ساعت در سال را در فعالیت‌های مربوط به خودرو سپری می‌کند - یعنی حدود ۲۸٪ از زمانی را که بیدار می‌گذراند - و ۷٬۵۰۰ مایل (۱۲٬۱۰۰ کیلومتر) را با ماشین هر سال طی می‌کند، و در نتیع سرعت مصرف‌کننده حدود ۴٫۷ مایل بر ساعت (۷٫۶ کیلومتر بر ساعت) بدست می‌آید. در مقایسه، همنوعان آنها در کشورهای در حال توسعه کمتر از ۸ درصد از زمان خود را صرف پیاده‌روی می‌کردند. به عبارت دیگر، «آنچه که ترافیک کشورهای ثروتمند را از ترافیک کشورهای فقیر متمایز می‌کند، مسافت پیموده شده بیشتر در ساعت طول عمر برای اکثریت افراد نیست، بلکه ساعات بیشتر مصرف اجباری دوزهای بالای انرژی است که بسته‌بندی شده و به‌طور نابرابر در صنعت حمل نقل توزیع شده‌است.»